# 메르세데스-벤츠 S 클래스
메르세데스-벤츠 S 클래스(Mercedes-Benz S-Class)는 메르세데스-벤츠에서 판매하는 플래그십 대형 세단이다.

## 1세대 (W128/W180)

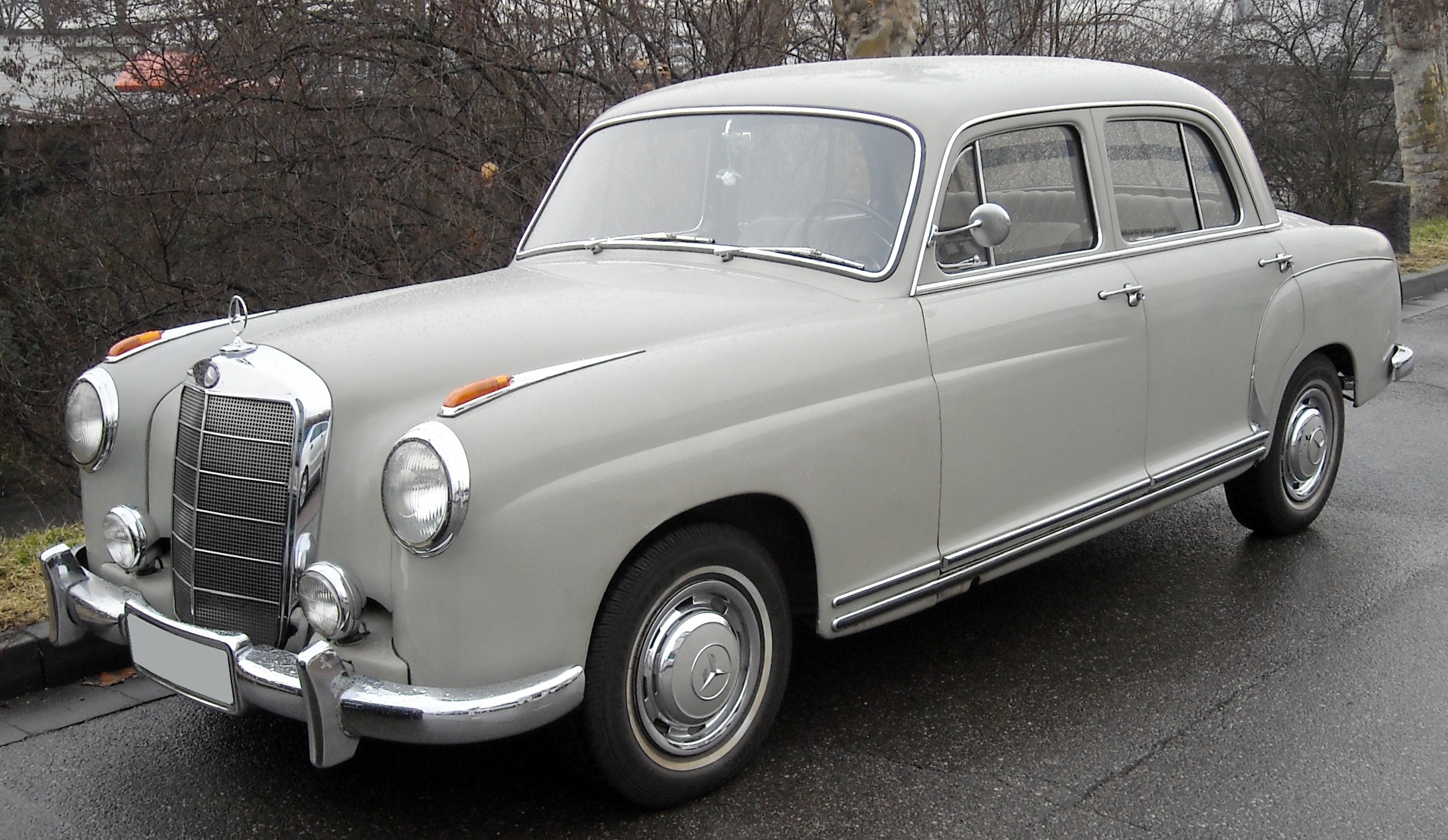
메르세데스-벤츠 W180 정측면

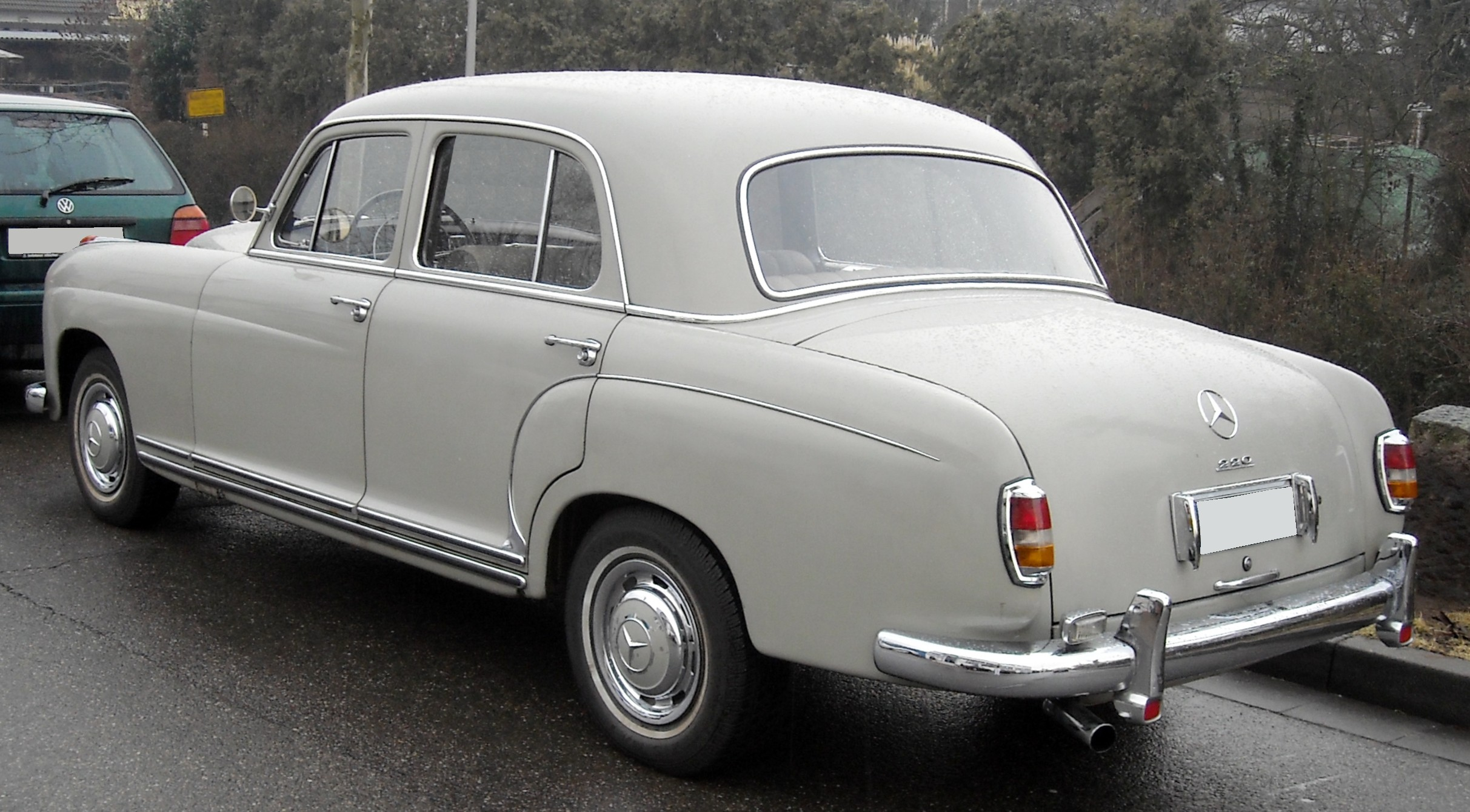
메르세데스-벤츠 W180 후측면

곡선 위주의 둥근 형상을 띤 익스테리어로 인해 폰톤(Ponton)으로 불렸다. 실내 바닥 주위를 사이드 레일로 둘러싸는 구조의 페리미터 프레임과 세미 유니트 바디가 결합되어 견고함을 높였고, 전면에 위치한 서브 프레임은 서스펜션의 소음을 줄였다.

## 2세대 (W111/W112)

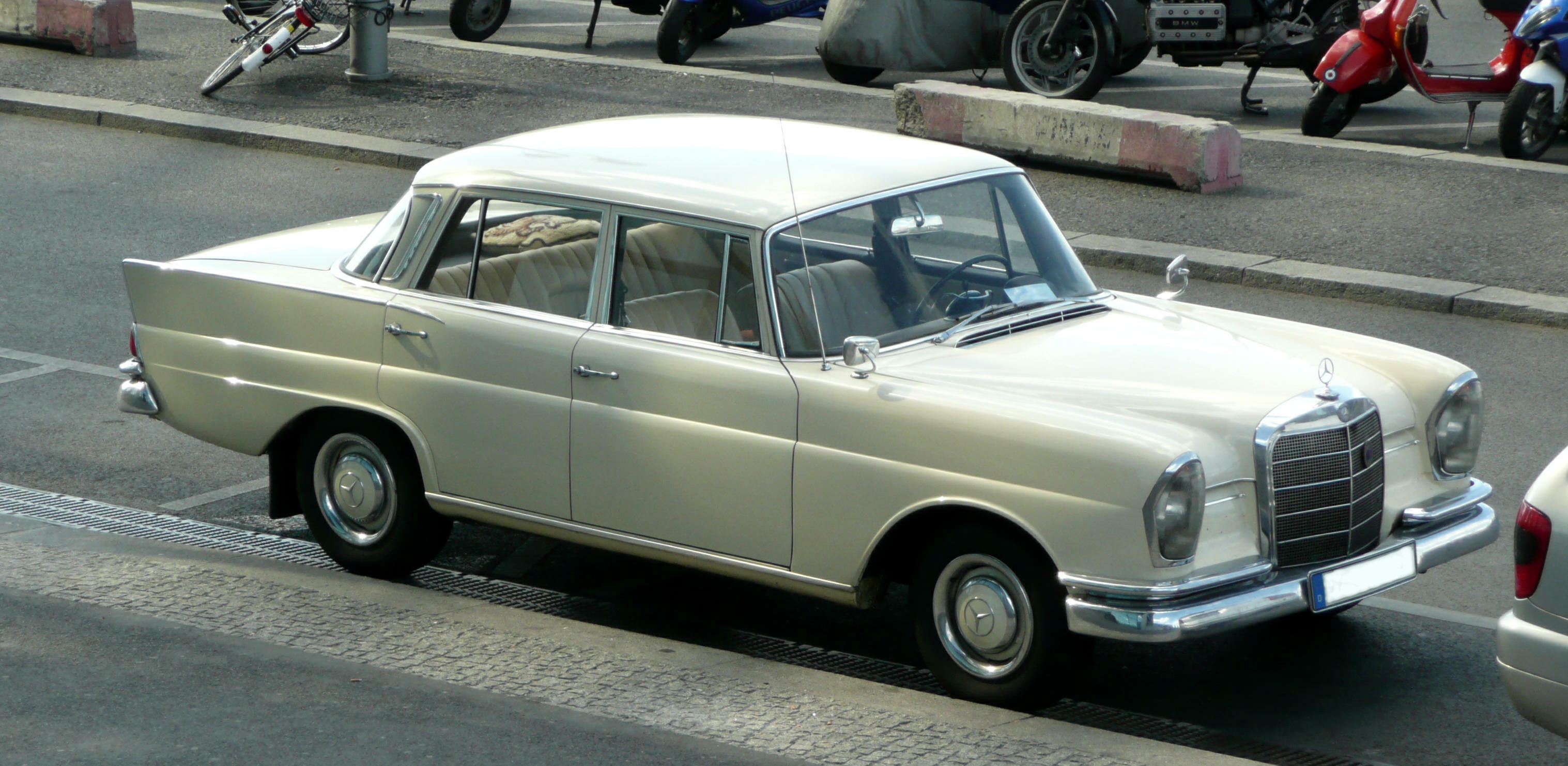
메르세데스-벤츠 W111 정측면

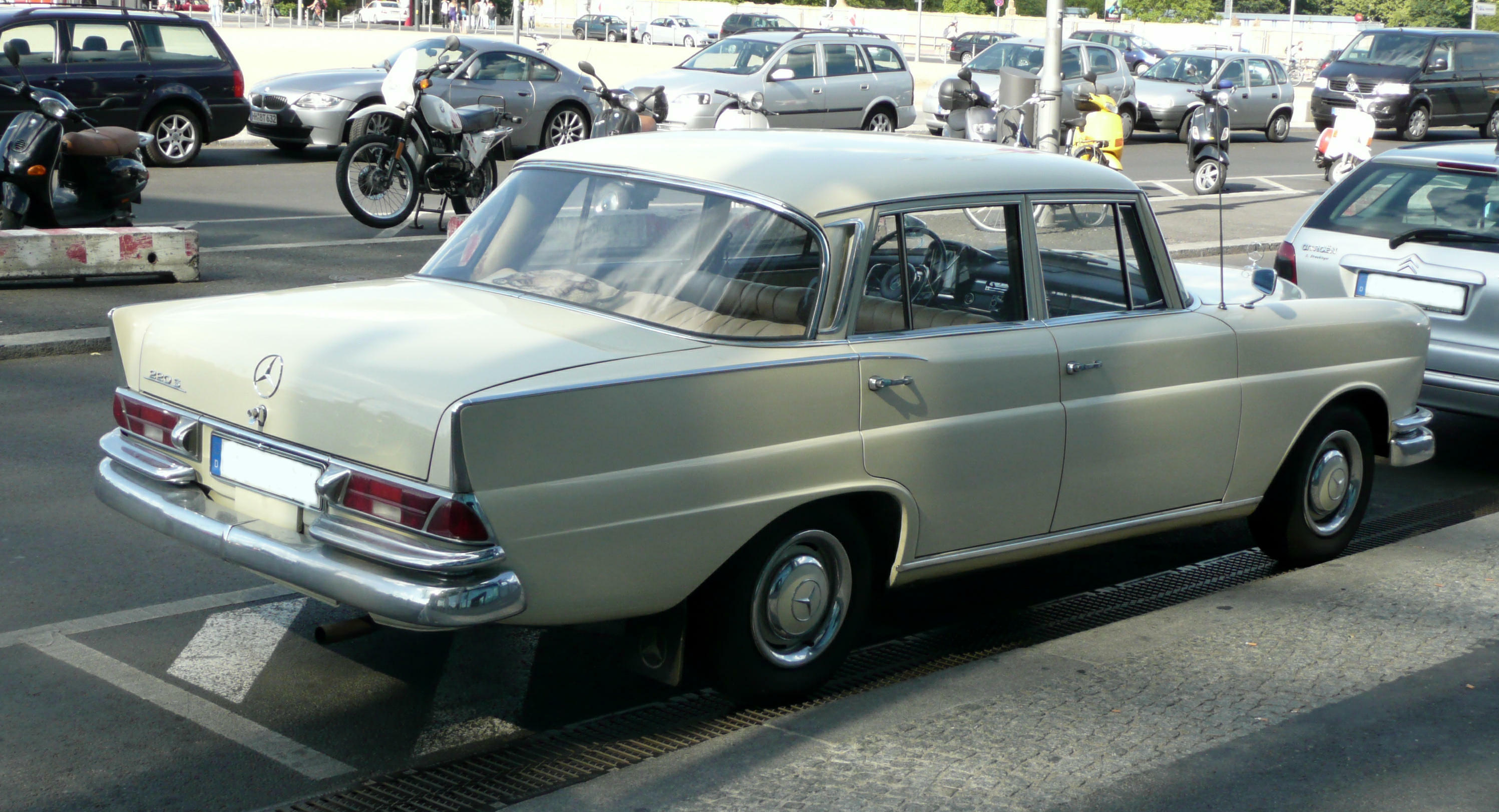
메르세데스-벤츠 W111 후측면

당시 미국의 디자인 취향에서 힌트를 얻은 익스테리어로 인해 핀 테일(Fintail)로 불렸다. 브레이크 디스크, 브레이크 파워 부스터, 듀얼 서킷 브레이크 시스템은 안전성의 새로운 기준을 정립했다. 이 외에 3점식 시트 벨트, 4단 자동변속기, 에어 서스펜션 등이 적용되었다. 스티어링 휠의 충격 보호용 패드는 부상을 줄였다.

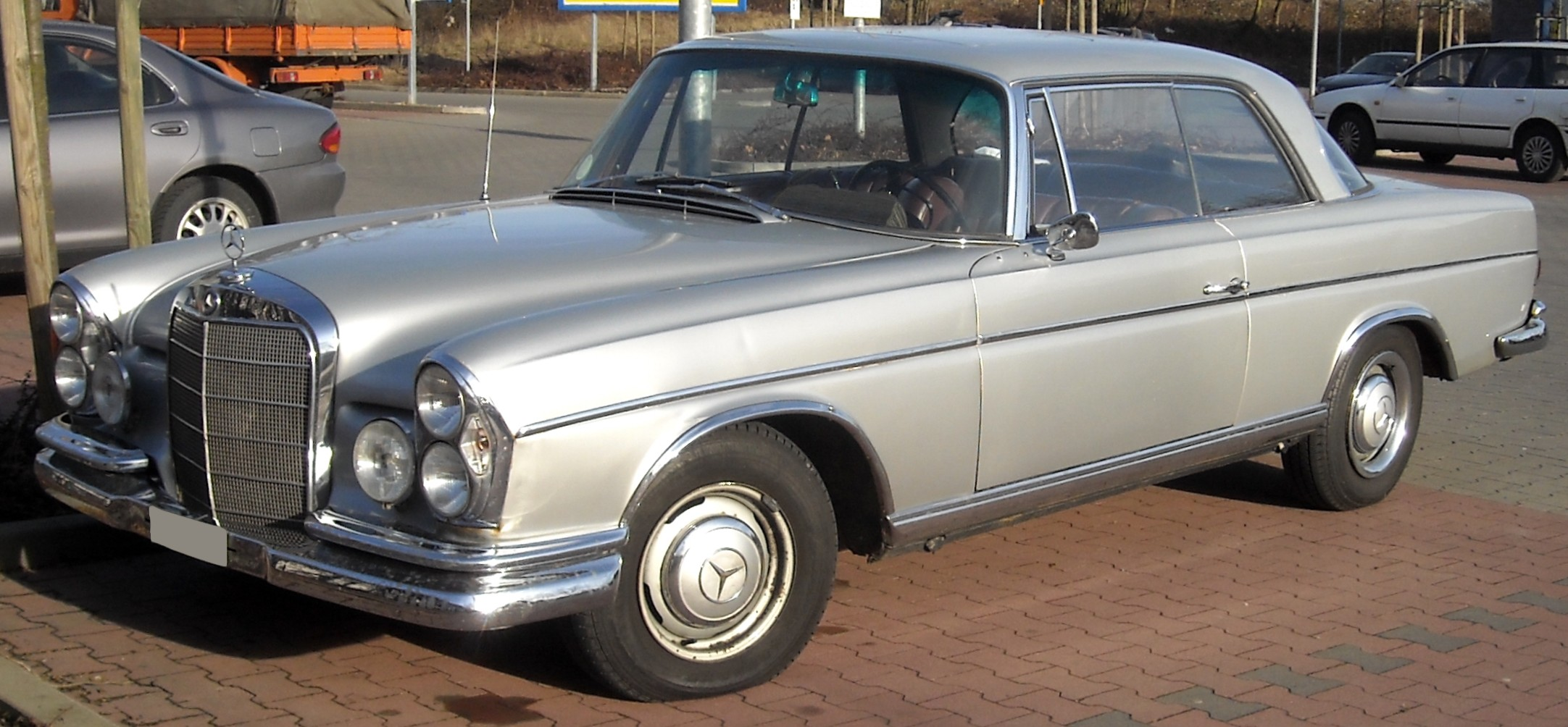
메르세데스-벤츠 W111C 정측면
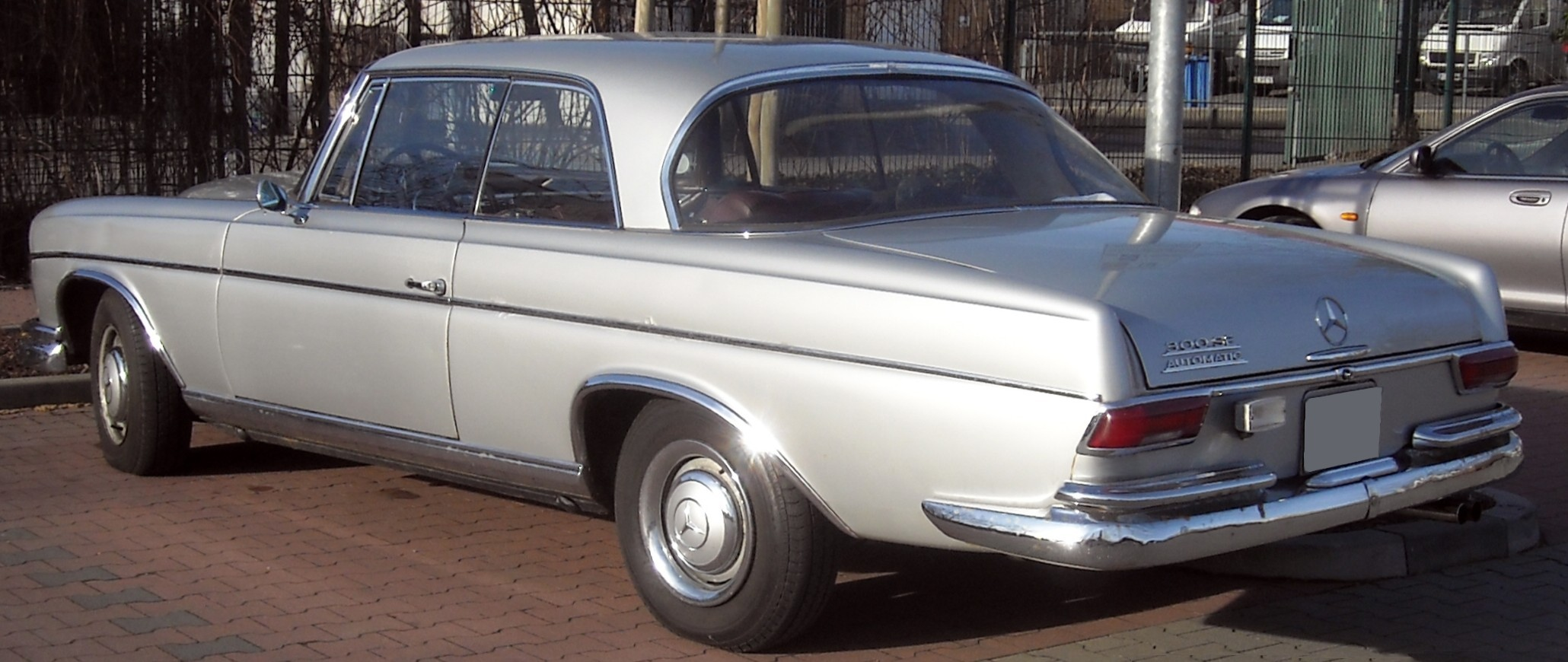
메르세데스-벤츠 W111C 후측면

## 3세대 (W108/W109)

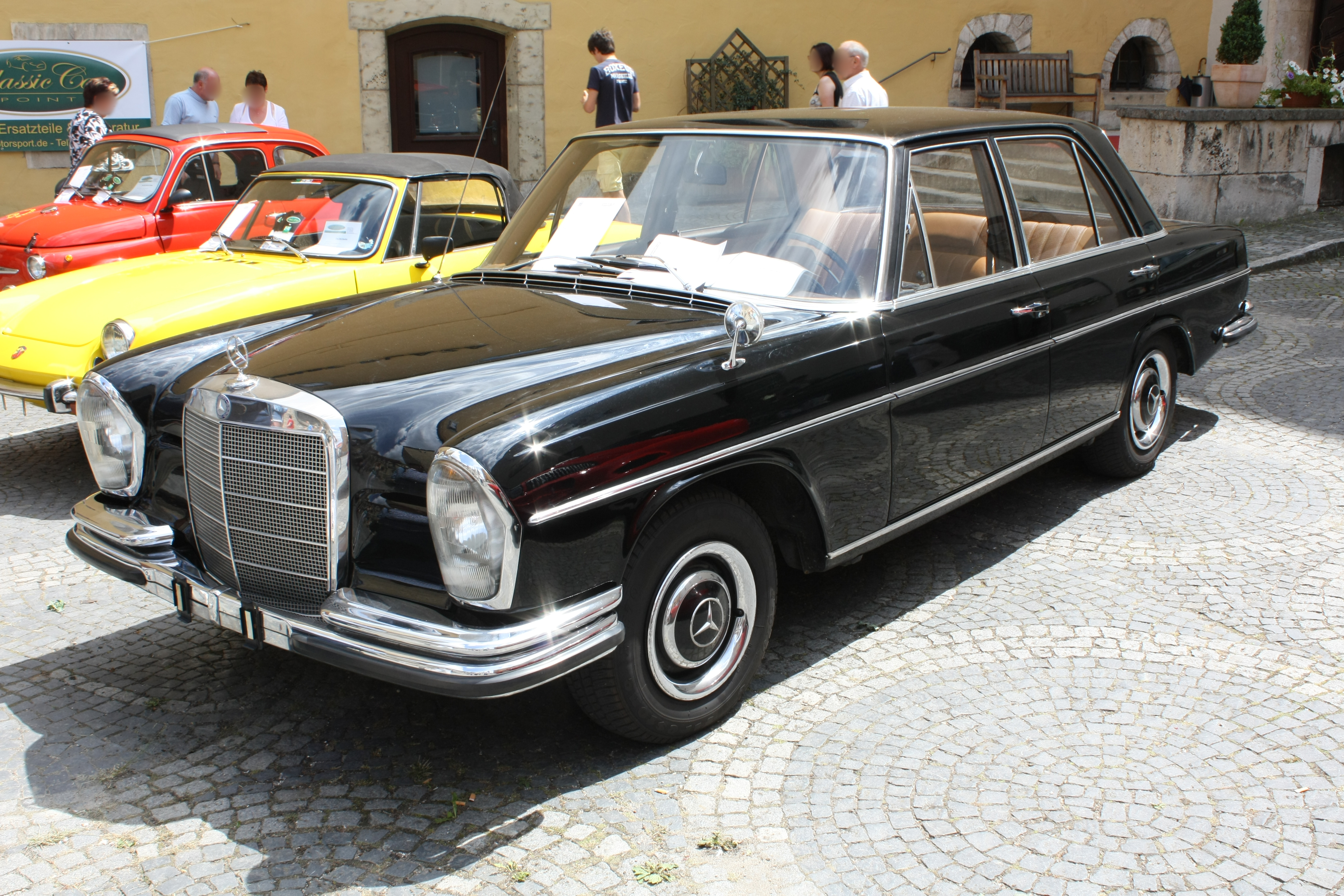
메르세데스-벤츠 W108 정측면

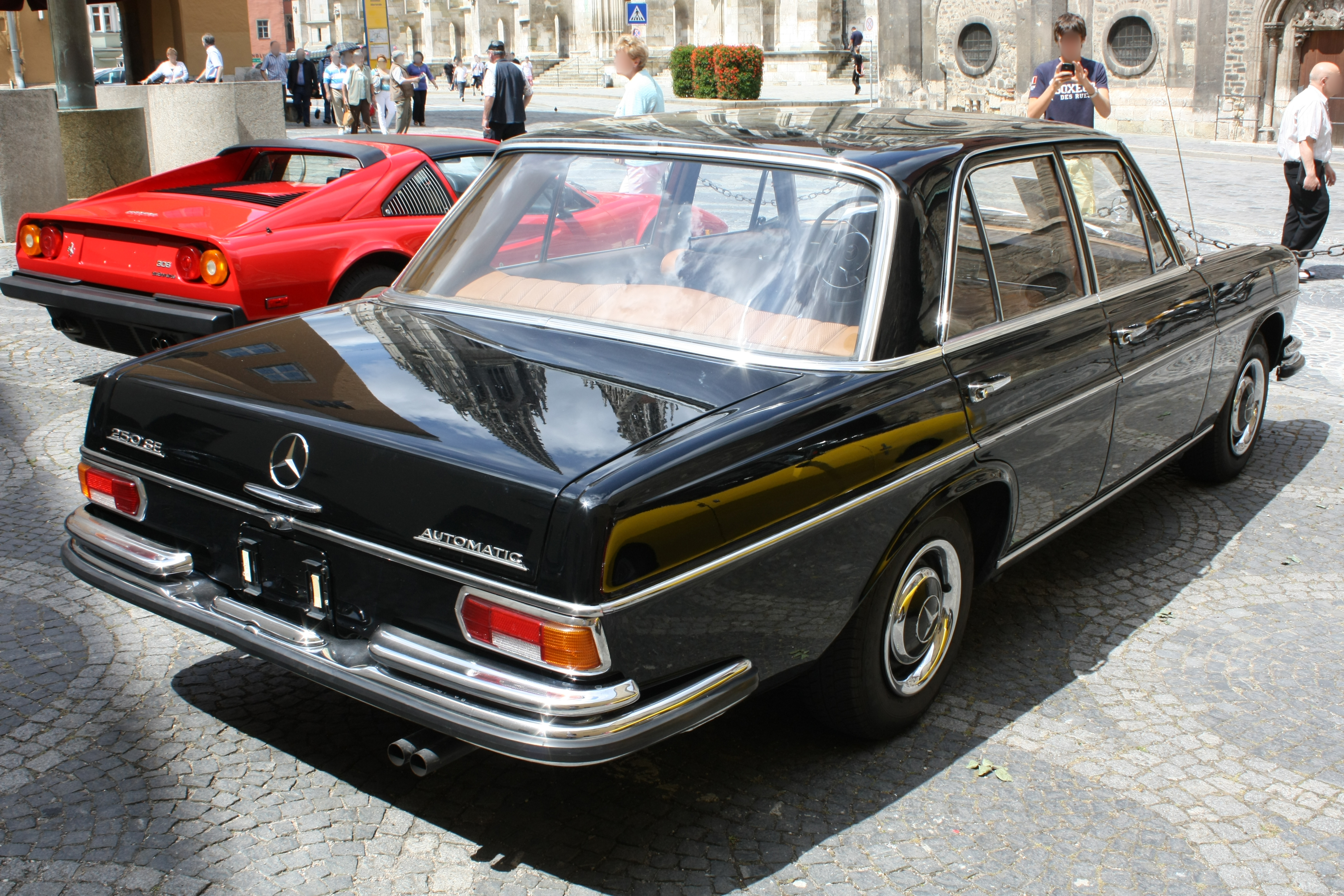
메르세데스-벤츠 W108 후측면

절제된 우아함과 현대적인 스타일은 고급 승용차의 특징으로 자리를 잡았다. 숏 바디인 W108과 롱 바디인 W109로 나뉘게 되었고, 바디 타입은 세단만 있다. 공기 순환 시스템과 안락한 시트 등은 운전의 편리성에 기여했다. 트윈 헤드 램프가 적용된 것도 특징 중 하나이다.

## 4세대(W116)

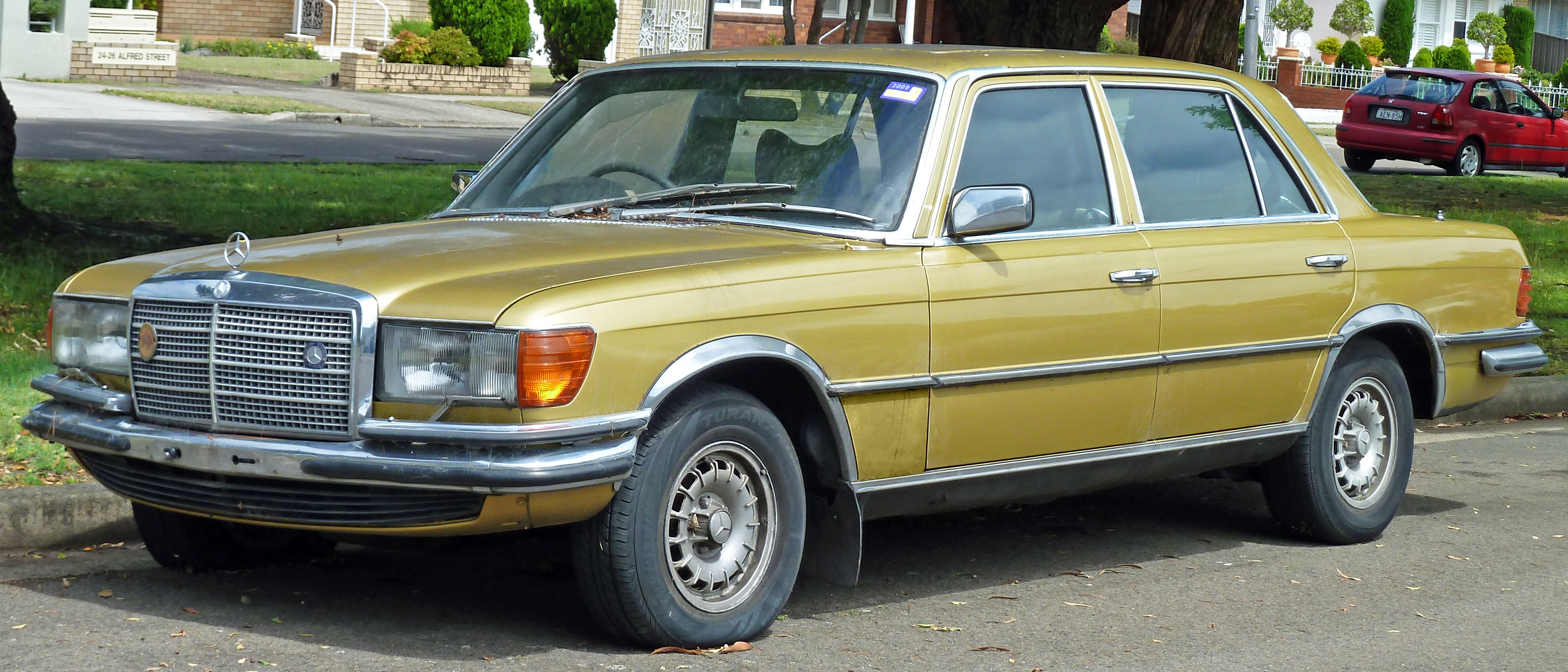
메르세데스-벤츠 S 클래스 정측면

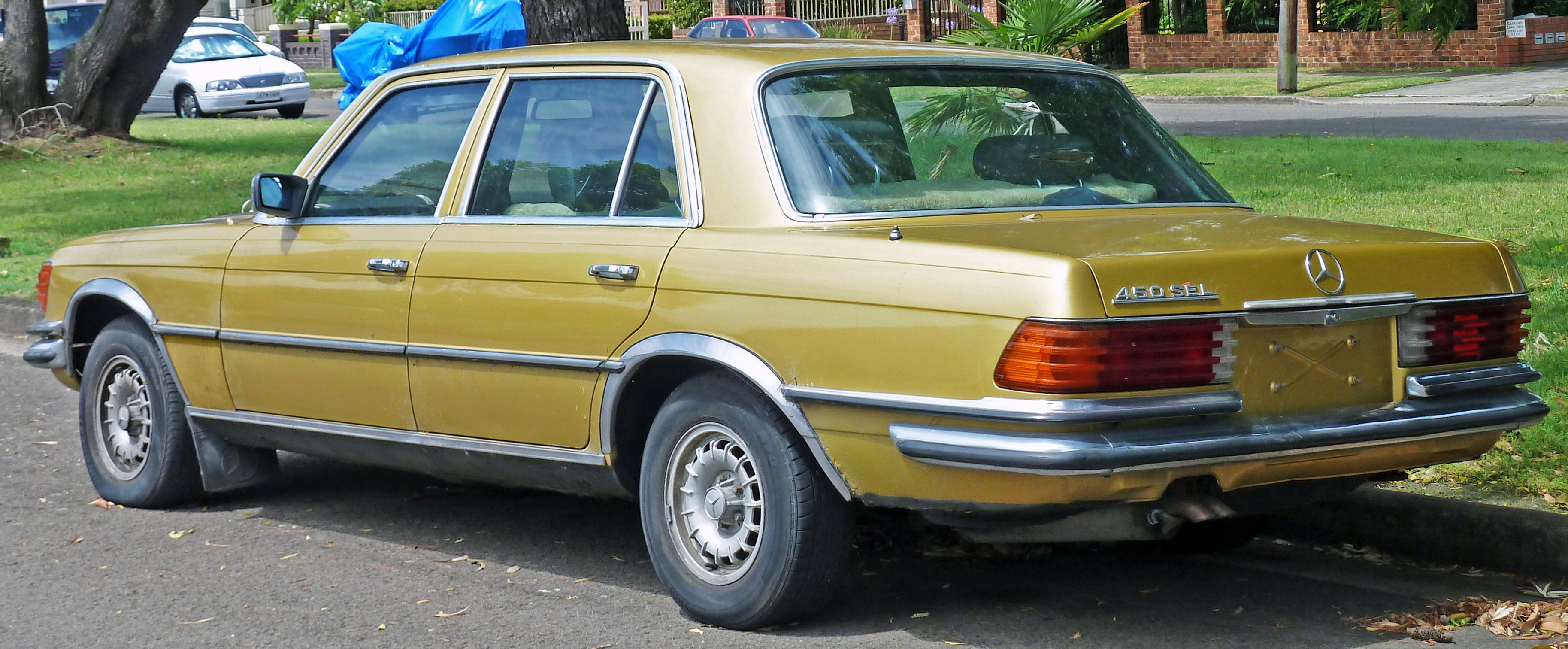
메르세데스-벤츠 S 클래스 후측면

S 클래스라는 차명이 처음 적용되었으며, 1972년부터 1980년까지 생산되었다. 충돌시 탑승자를 보호하기 위한 새로운 안전 기준으로 설계되었으며, 상해를 줄이는 4 스포크 세이프티 스티어링 휠, 충돌을 피하기 위해 뒷 차축에 설치된 wss탱크, 세이프티 도어 핸들 등이 적용되었다. 1975년에는 V8 6.9L 가솔린 엔진을 탑재해 독일의 승용차 중 최고의 배기량을 기록했고, 1977년에는 경제적인 디젤 터보 엔진이 장착되기도 했다. 1978년에는 세계 최초로 ABS가 장착되었다.

## 5세대(W126)

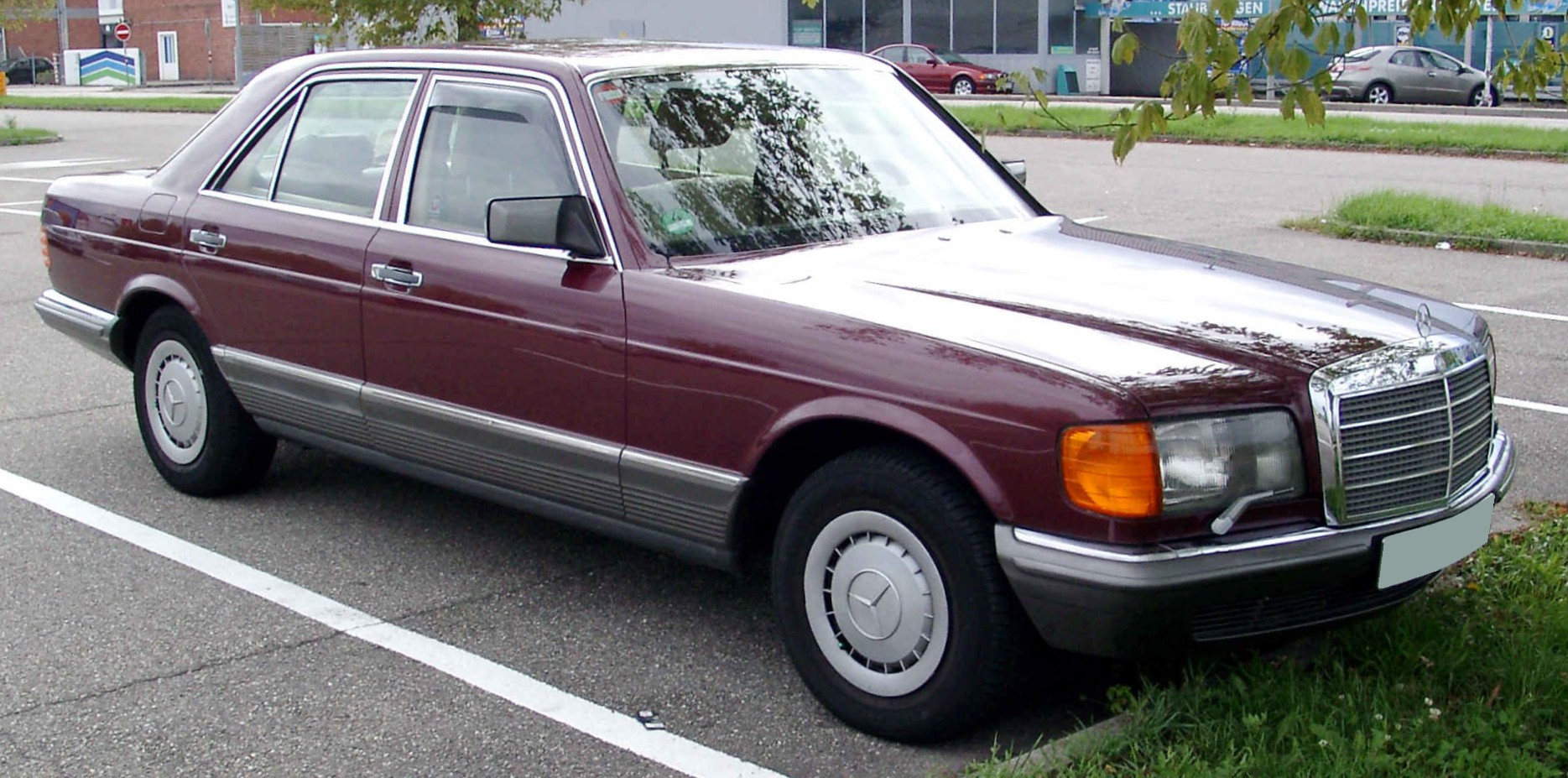
메르세데스-벤츠 S 클래스(전기형) 정측면

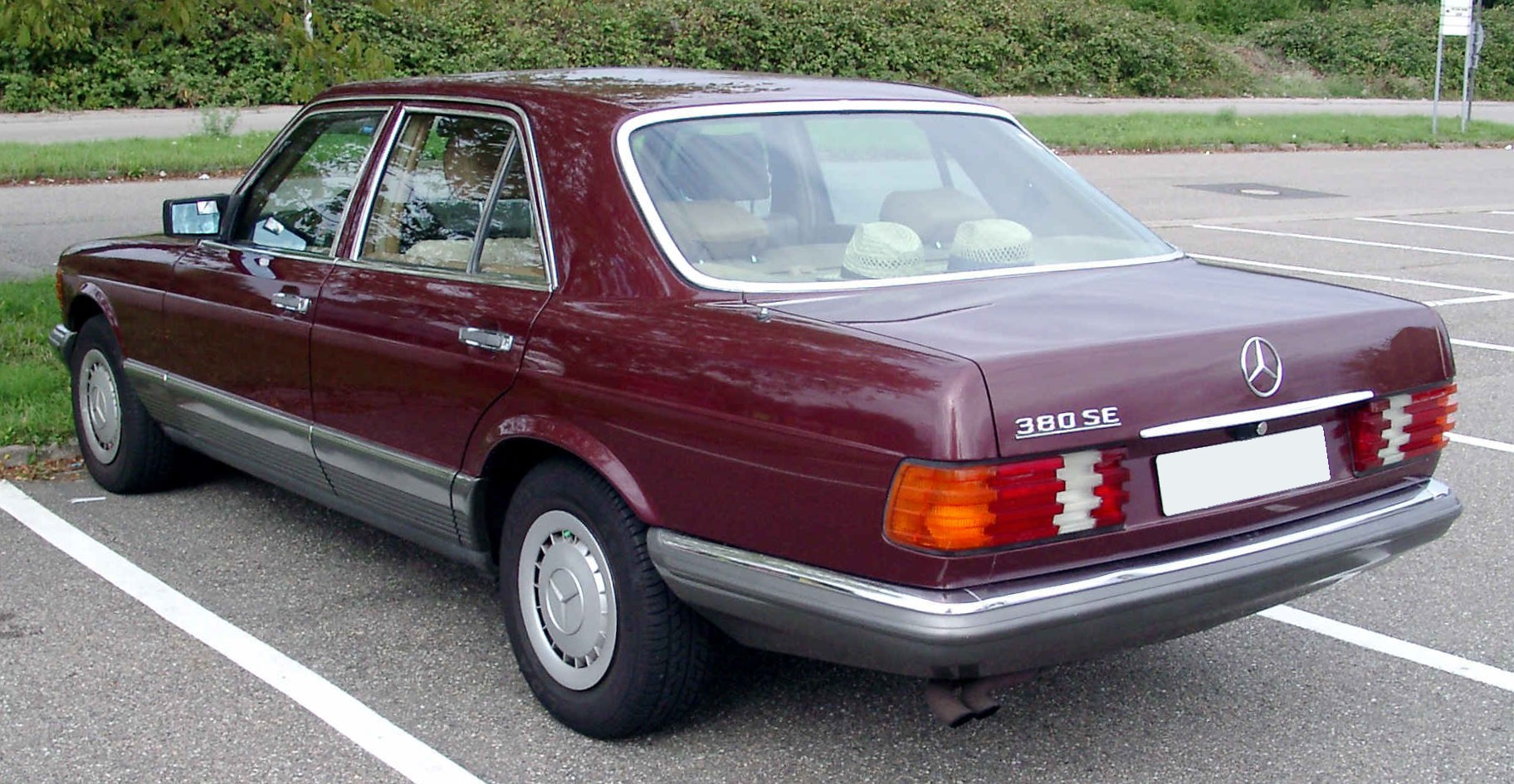
메르세데스-벤츠 S 클래스(전기형) 후측면

1979년부터 1991년까지 생산되었다. 같은 플랫폼으로부터의 파생된 쿠페 타입의 C126이 있으며, 롱 바디 세단은 V126라고 하는 별도의 코드 네임도 있으나, 통상적으로는 W126으로 대표된다. 1979년에 개최된 프랑크푸르트 국제 모터쇼에서 처음 공개되었다. 출시 당시에는 숏 바디 세단(SE, SD)과 롱 바디 세단(SEL, SDL)만 출시되었지만, 1981년에는 쿠페(SEC)도 출시되었다. 유류 파동이 일어난 시기라 경제적인 에너지와 환경 보호에 중점을 둬 개발되었고, 공기 역학적 설계와 엔진의 최적화를 통해 최대 10%의 연료 소비 절감을 달성했다. 당시 주로 사용되던 크롬 도금의 더블 범퍼 대신 합성수지제 범퍼로 변경되었고, 후드 아래에 격납된 쉴드 와이퍼가 적용되어 미려한 외관을 완성했다. ABS는 물론 트랙션 컨트롤 시스템(TCS), 셀프 레벨링 서스펜션 등이 사양별로 적용되었다. 1981년에는 에어백과 시트 벨트 프리텐셔너가 적용되어 안전에 만전을 기했다. 대한민국에는 한성자동차를 통하여 1987년에 수입차 개방에 맞춰 처음으로 정식 수입되었다.

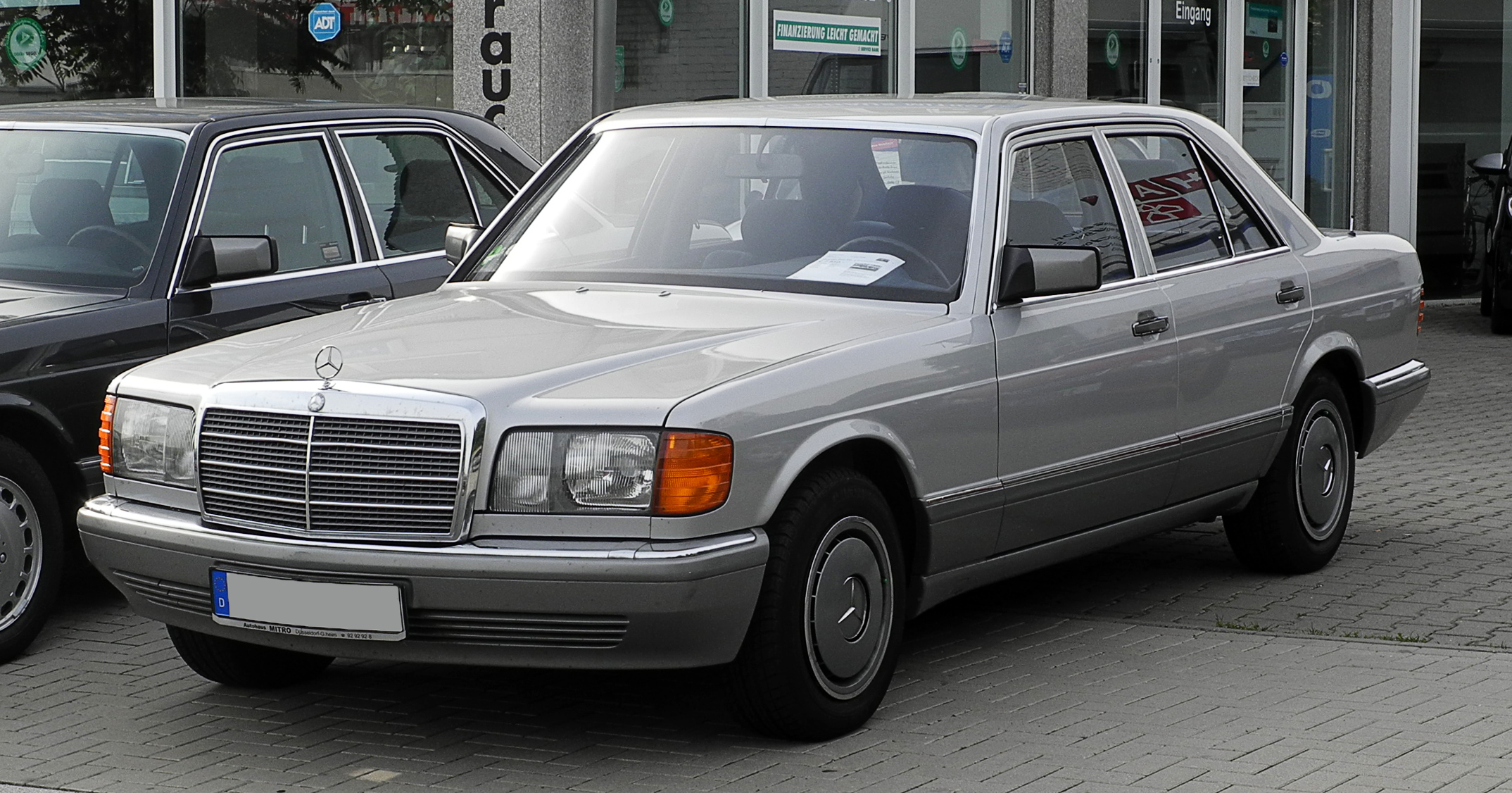
메르세데스-벤츠 S 클래스(후기형) 정측면
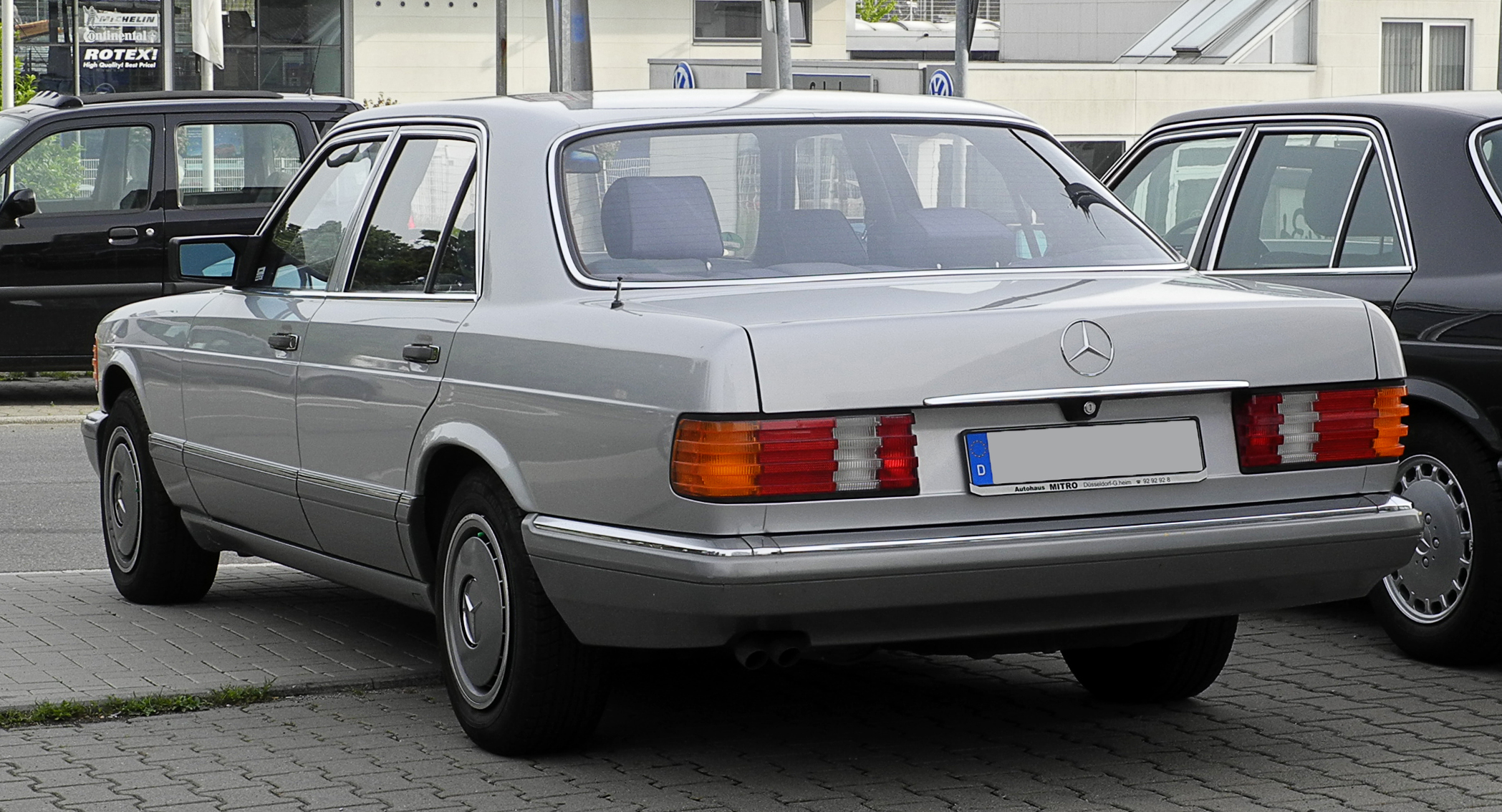
메르세데스-벤츠 S 클래스(후기형) 후측면

## 6세대(W140)

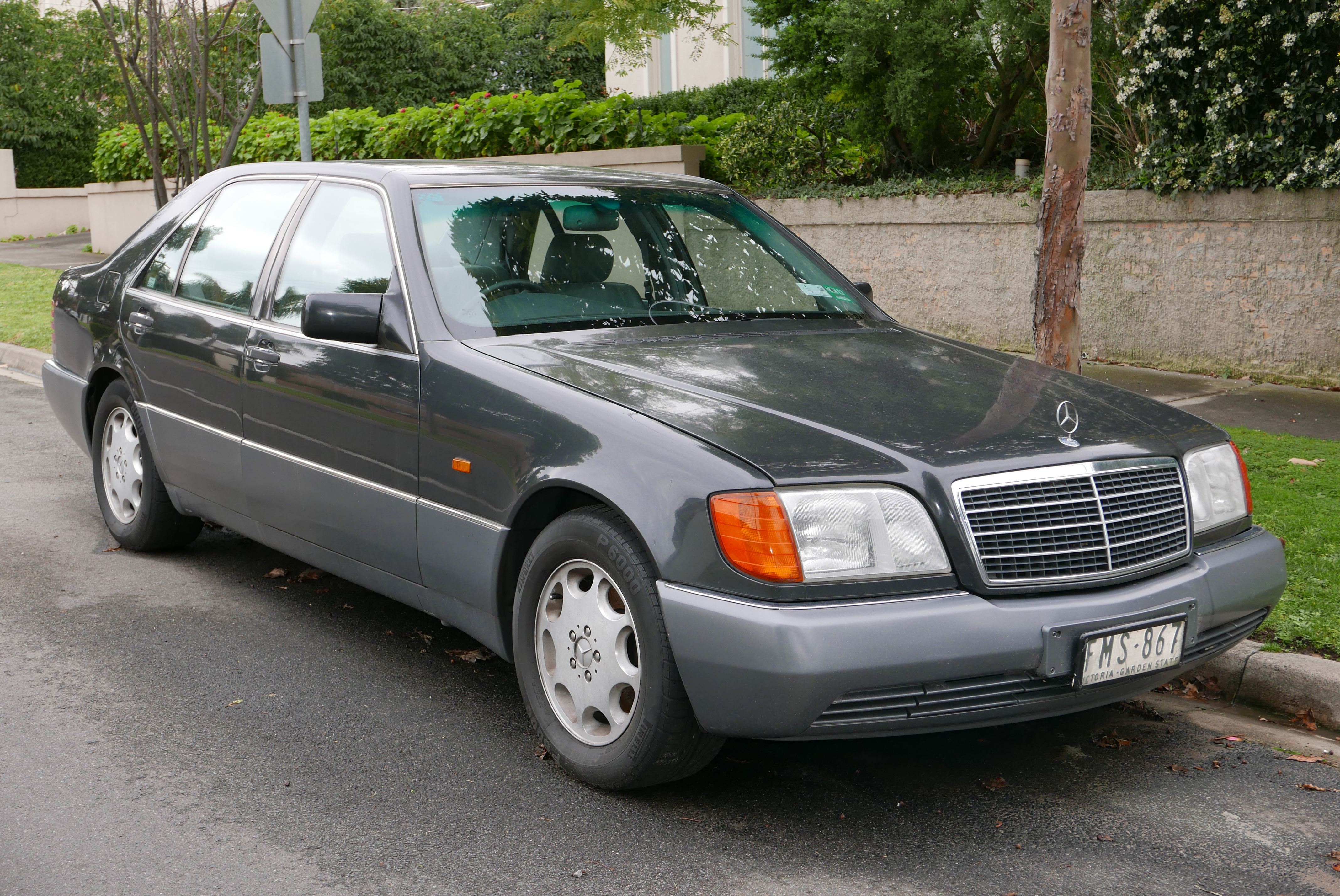
메르세데스-벤츠 S 클래스(전기형) 정측면

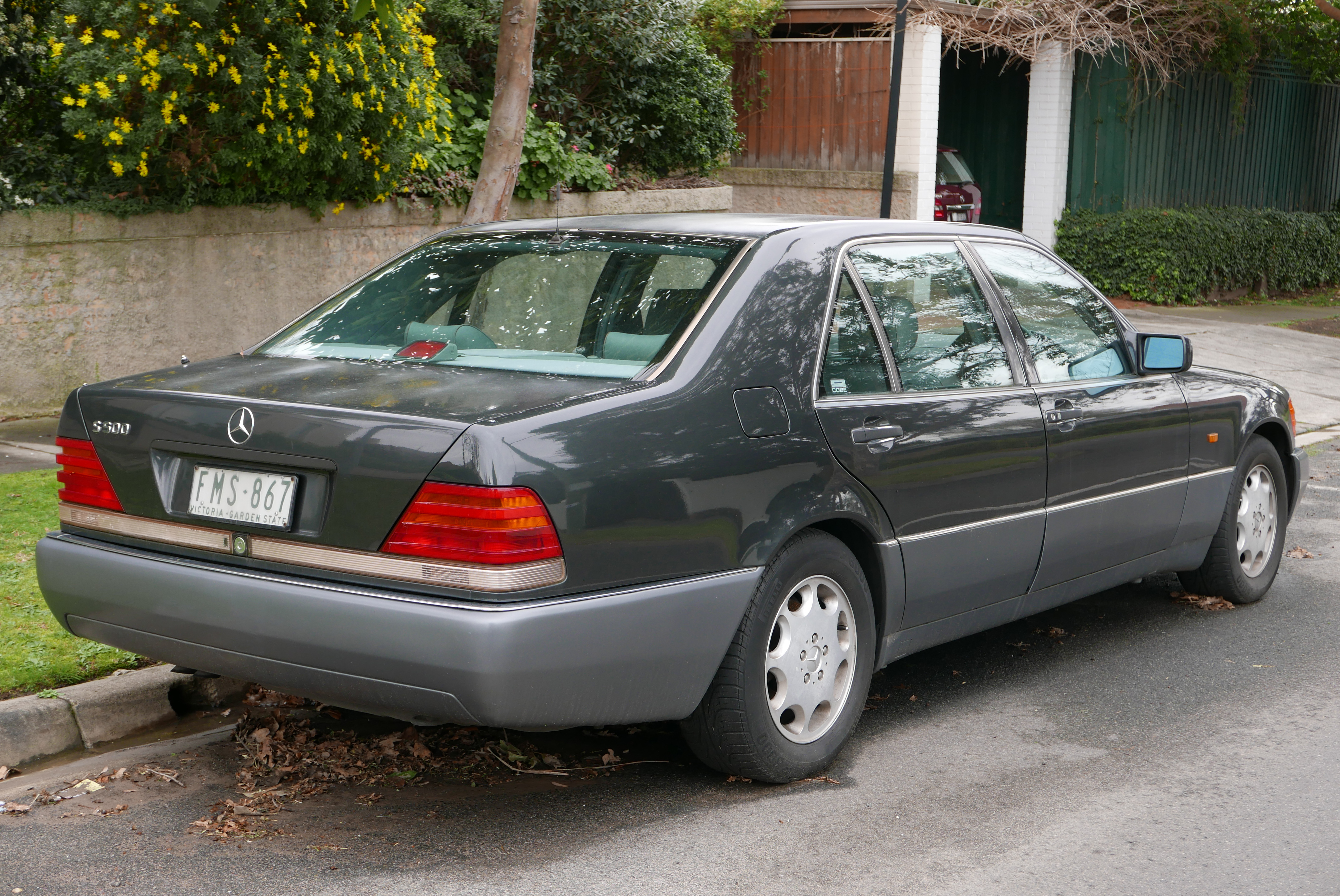
메르세데스-벤츠 S 클래스(전기형) 후측면

도어 프레임에 블랙 테이프가 적용되어 미려한 익스테리어를 완성했고, 엔진 배기량과 차체 크기가 커져 공룡이라고 불리기도 했다. 당시 새로운 경쟁 차종인 렉서스 LS의 등장을 의식해 도어가 덜 닫히면 자동으로 완전히 닫히고, 트렁크를 열 때 손잡이가 나오는 등 지나치도록 화려한 각종 편의 사양이 대거 장착되었다. 이 외에도 전동 접이식 사이드 미러, 방음 처리된 사이드 윈도우, 내비게이션 시스템, 주차 보조 장치와 레인 센서 등이 적용되었으며, 새로운 안전성의 기준을 제시한 ESP와 BAS 등도 적용되어 첨단 기술과 최고의 쾌적함을 선사했다. 1993년에 그레이드명이 정리되어 3자리 수+명칭에서 명칭+3자리 수로 바뀌었는데, 예를 들어 300SE는 S320, 500SEL은 S500L로 변경되었다. 1996년에 쿠페 타입의 C140은 CL500, CL600 등으로 그레이드명이 변경됨과 CL 클래스로 한동안 독립했다. 1997년에 영국의 다이애나 왕세자비가 파파라치를 피해 애인과 함께 타고 가다가 사고가 난 차종으로도 유명하다. S클래스 역사상 최후의 수동변속기 장착 차량이기도 하다.

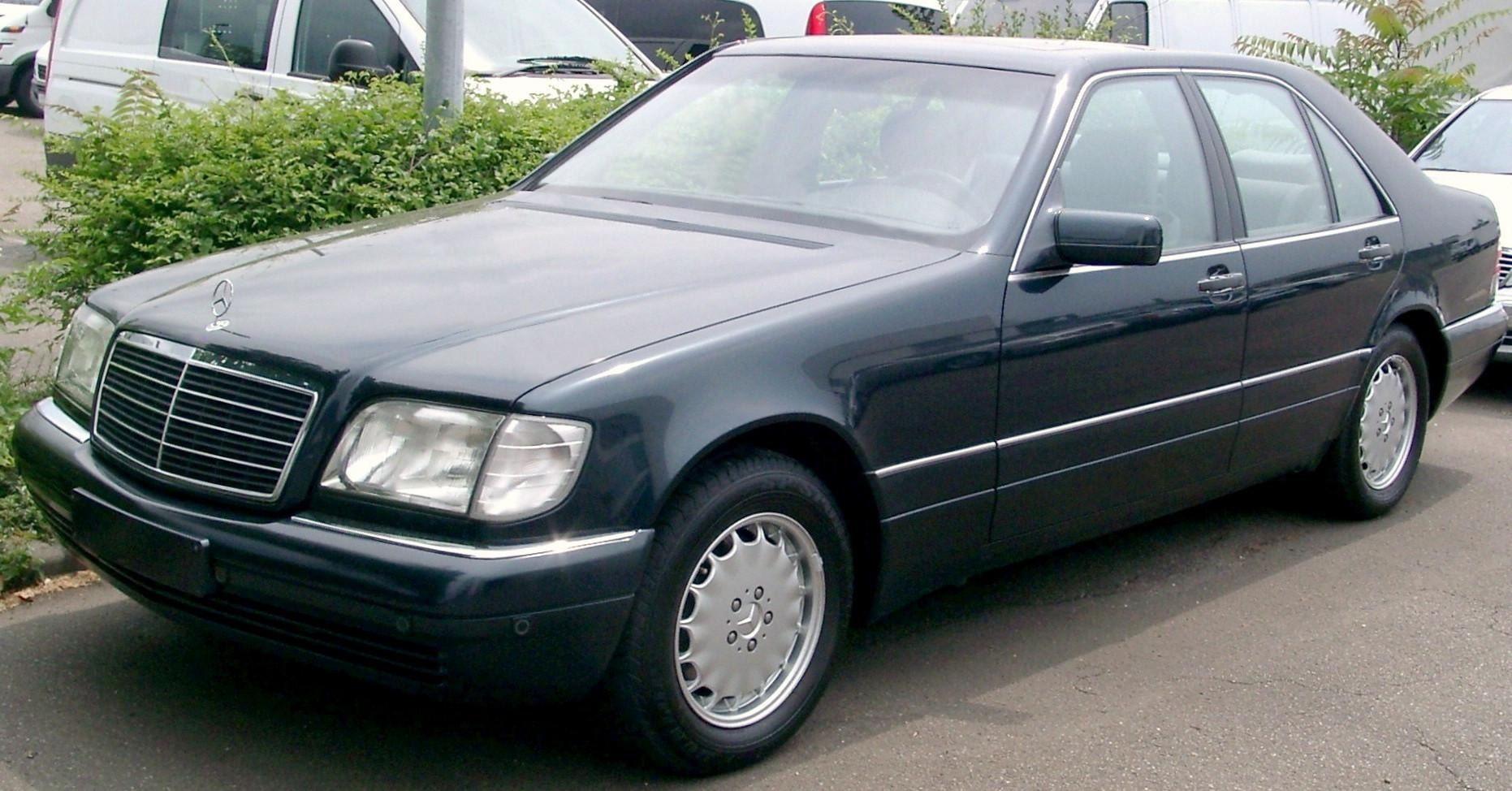
메르세데스-벤츠 S 클래스(후기형) 정측면
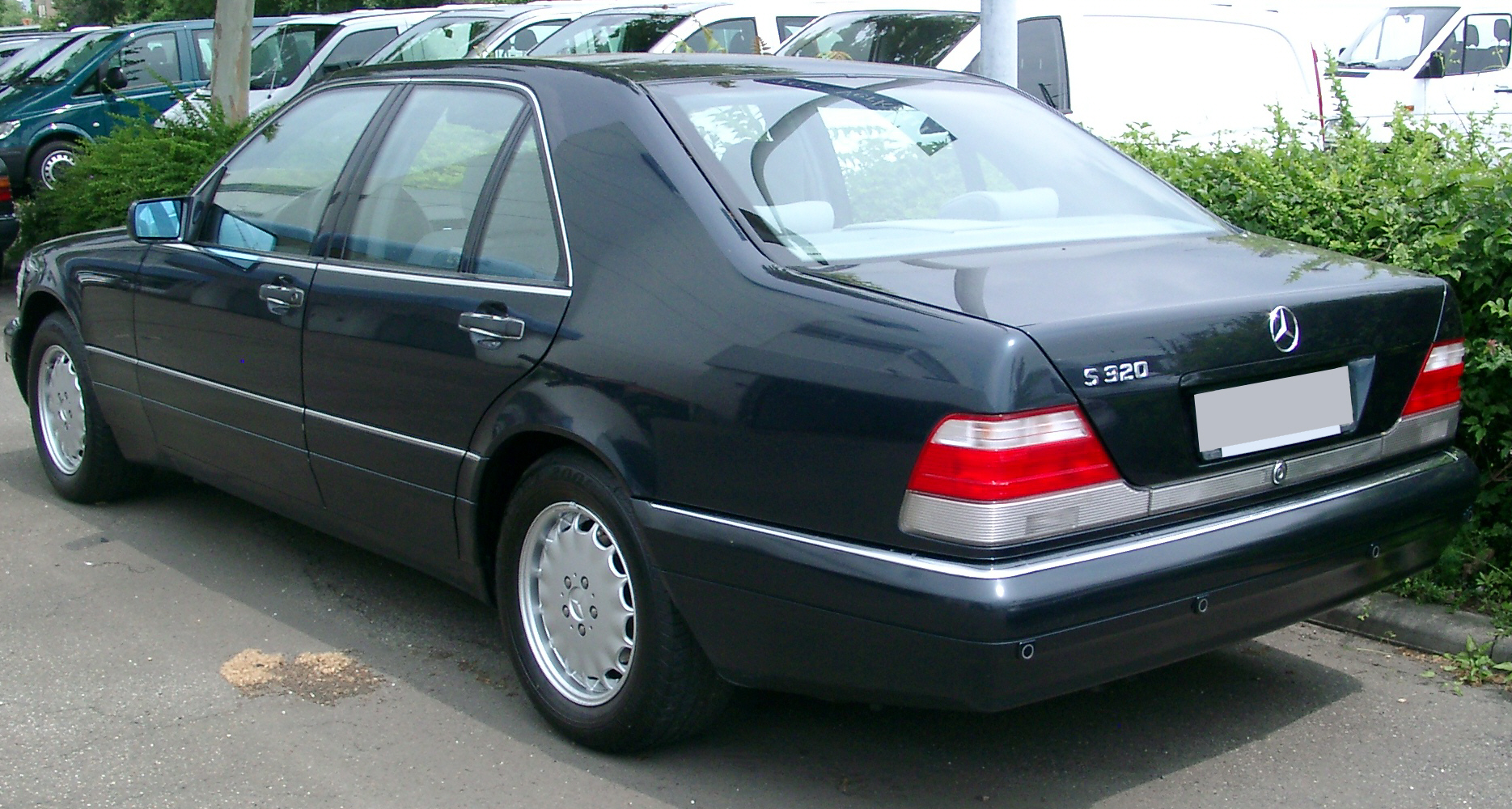
메르세데스-벤츠 S 클래스(후기형) 후측면

## 7세대(W220)

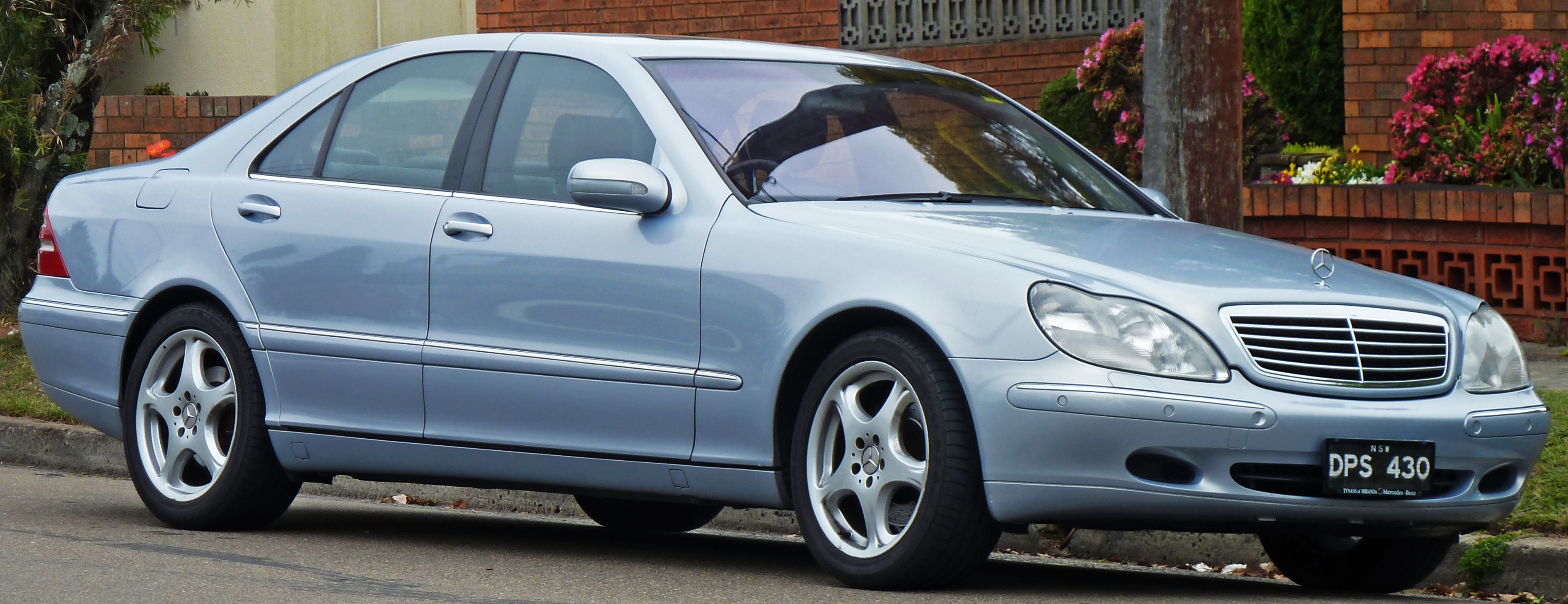
메르세데스-벤츠 S 클래스(전기형) 정측면

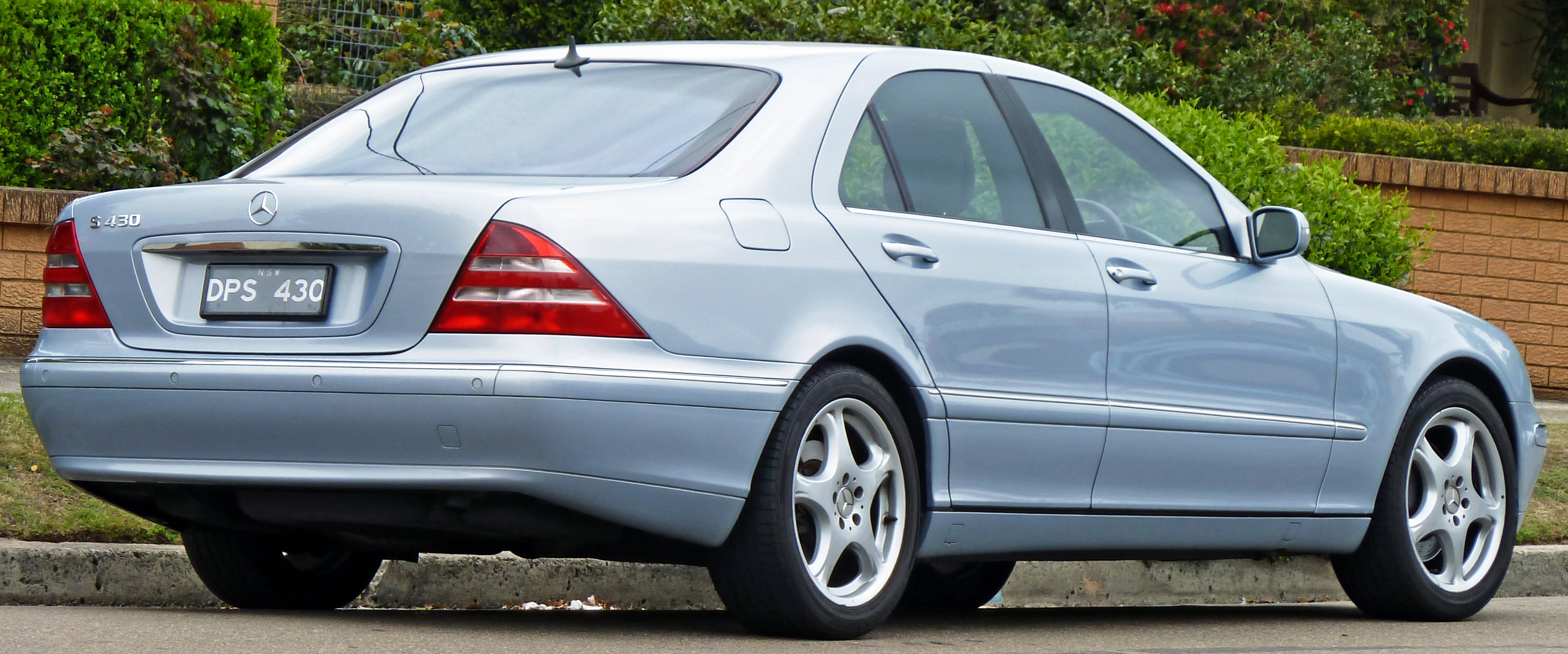
메르세데스-벤츠 S 클래스(전기형) 후측면

1998년에 출시되었다. 풀 도어 타입으로 바뀌었고, 직선에서 곡선 위주의 스포티한 느낌이 가미된 익스테리어로 고객층의 연령이 좀 더 낮아졌다. 또한 세계 3대 명차로도 불리는 다임러 AG의 최상급 차종인 마이바흐의 출시도 앞둔 상황이라 컨셉트를 큰 폭으로 변경했다. 인테리어도 직선에서 곡선 위주의 세련된 느낌으로 바뀌었다. 에어 서스펜션, ABC, 4륜구동에 이르기까지 모든 승용차 기술의 선구자임을 확고히 했다. 임펄스가 실시한 설문 조사에서 고급 세단으로서 가장 타고 싶은 차로 선정되었다. 3세대에 달렸던 M120 V12 6.0L DOHC 가솔린 엔진은 M275 V12 5.5L SOHC 가솔린 트윈 터보 엔진으로 교체되었다. 2002년에 페이스 리프트를 거쳤다. 306마력의 M113 V8 5.0L SOHC 가솔린 엔진은 이후 체어맨 W에도 장착된다.

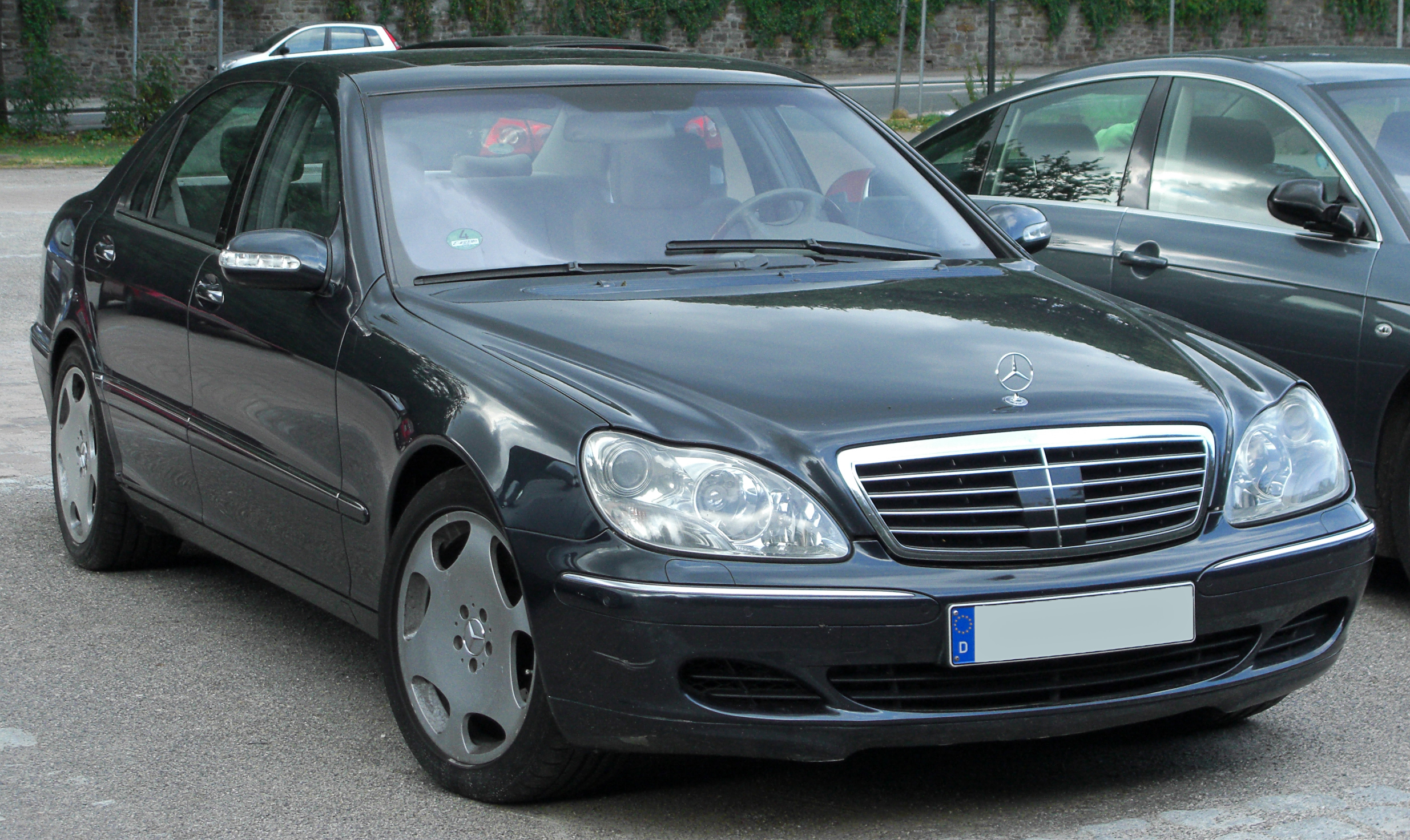
메르세데스-벤츠 S 클래스(후기형) 정측면
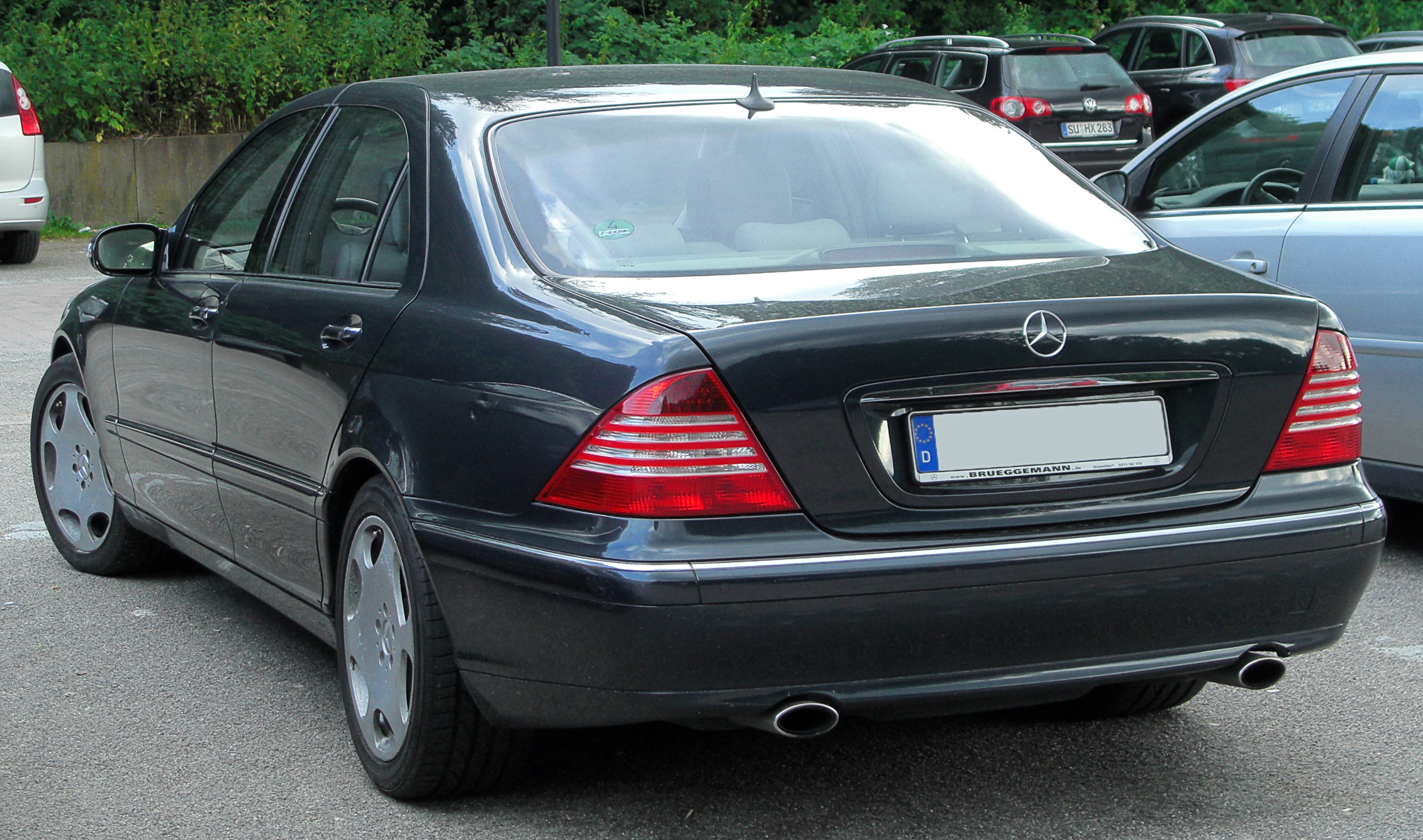
메르세데스-벤츠 S 클래스(후기형) 후측면

## 8세대(W221)

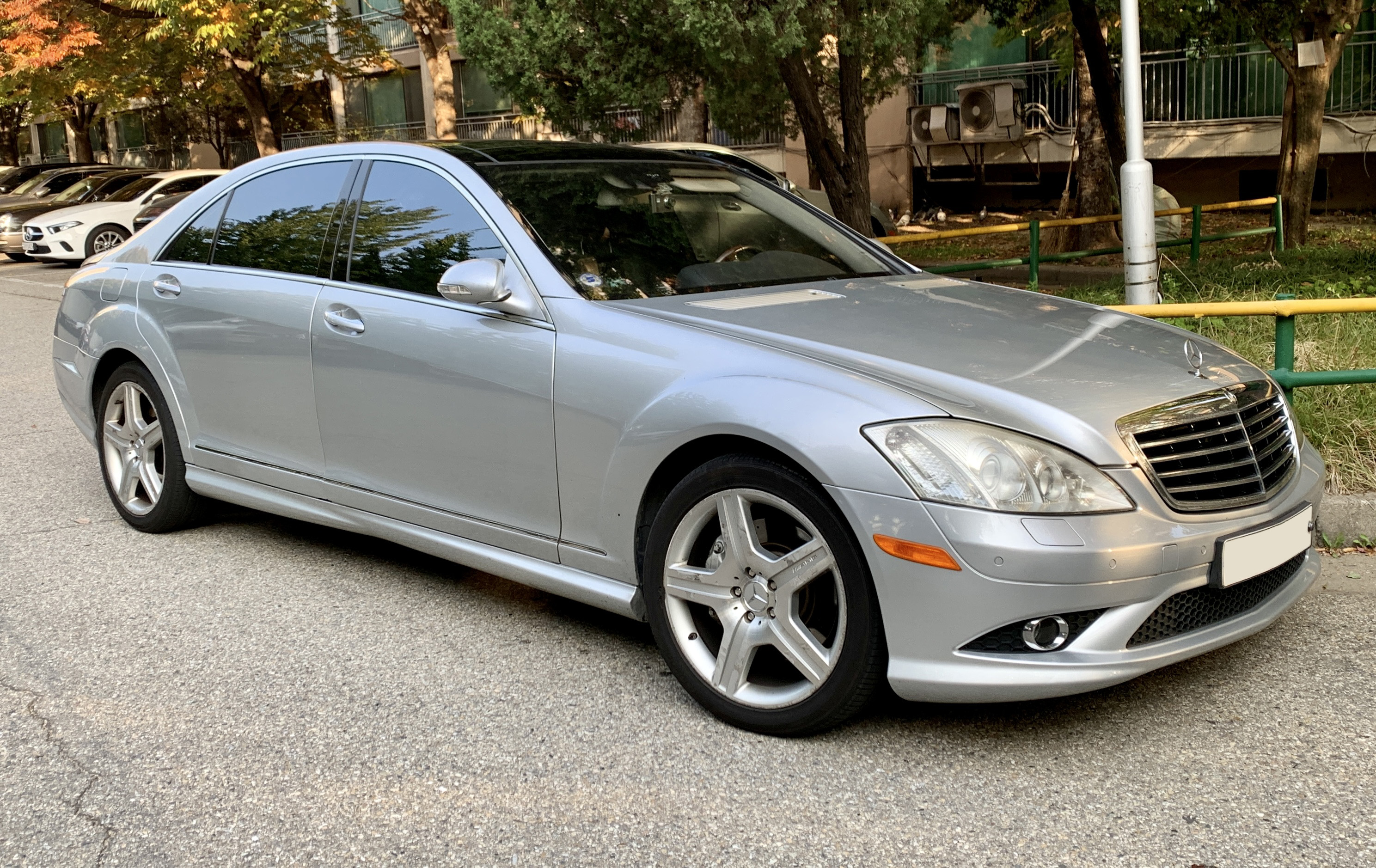
메르세데스-벤츠 S 클래스(전기형) 정측면

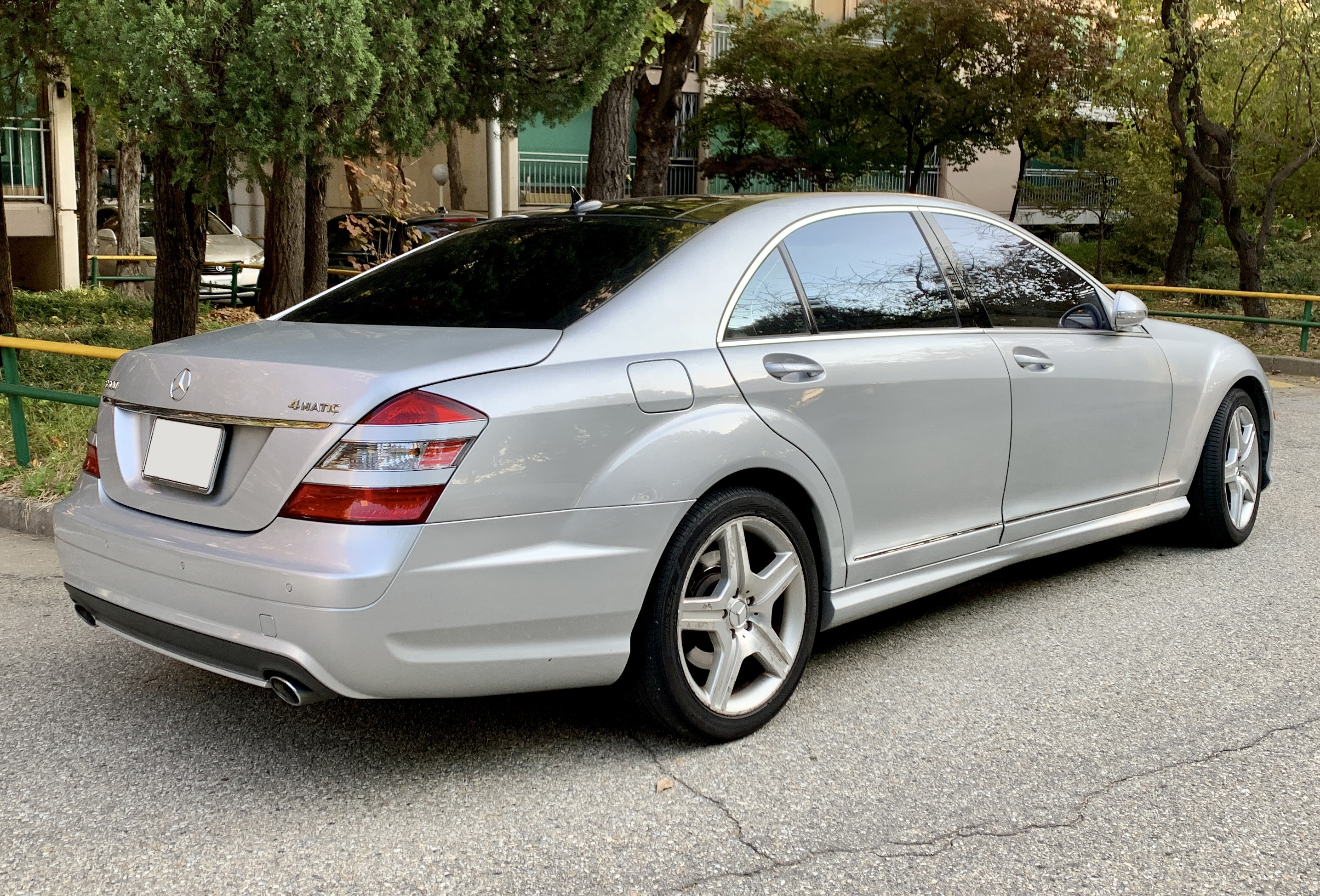
메르세데스-벤츠 S 클래스(전기형) 후측면

2005년에 개최된 프랑크푸르트 국제 모터쇼에서 공개되었고, 파생 차종으로는 같은 플랫폼을 쓰는 쿠페 타입의 CL 클래스(C216)이 있다. 품격 있는 최고급 승용차로서의 위엄을 유지해 고급스러우면서도 스포티한 느낌, 오버 팬더와 짧은 듯한 트렁크 리드는 세계적인 트렌드에 맞추었다. 엔진 성능의 향상과 연비의 개선을 실현했고, S600은 4세대의 M275 V12 5.5L SOHC 가솔린 트윈 터보 엔진을 개량하여 장착했다. 5세대부터 컬럼식 자동변속기가 장착되기 시작했다. 컬럼 시프트 타입 7단 자동변속기(S600과 S65 AMG는 5단 자동변속기, S63 AMG 후기형은 7단 멀티 클러치 자동변속기), 콘솔에 장착된 다이얼 타입의 커맨드 시스템, 주행 중 앞 차와 안전 거리가 줄어들면 속도가 자동으로 줄어드는 프로 세이프, 탑승자의 머리 부분을 지지하는 넥 프로 액티브 헤드 레스트, 적외선 헤드 램프를 통해 야간 식별 능력을 향상시킨 나이트 뷰 어시스트 등 첨단 기술이 접목된 편의 사양과 안전 사양이 적용되었다. 또한 W221을 시작으로 벤츠 라인업에서 컬럼식 자동변속기가 대거 확대됐으며, 위아래로 조작하는 방식이고 중립에 놓은 후 컬럼 끄트머리의 P버튼을 눌러서 주차하는 방식이다.
대한민국에는 2005년 10월에 정식 수입되었다. 대한민국에는 V6 3.0L 커먼 레일 디젤 엔진(숏 휠 베이스 사양에만 적용)도 정식으로 들어오기 시작하였는데, 처음에는 235마력의 S320 CDI가 들어오다가 이후 258마력의 S350 CDI로 변경되었다. 2009년에 JD 파워에 의해 상품성 및 디자인 만족도 조사에서 해당 부문 1위에 올랐다. 또한 이 해에 페이스 리프트를 거쳐 일부 디자인이 변경되었다. 대한민국에 들어오지 않았으나, S65 AMG는 612마력의 V12 6.0L 가솔린 터보 엔진을 장착하였다. 이는 마이바흐의 스포츠 버전인 S 트림과 공용했고, S65 AMG가 수입되지 않은 대신 마이바흐의 S 트림을 통해 대한민국에 소개됐다. 한 때 패션 디자이너였던 故 앙드레 김의 마지막 애마이기도 했다.

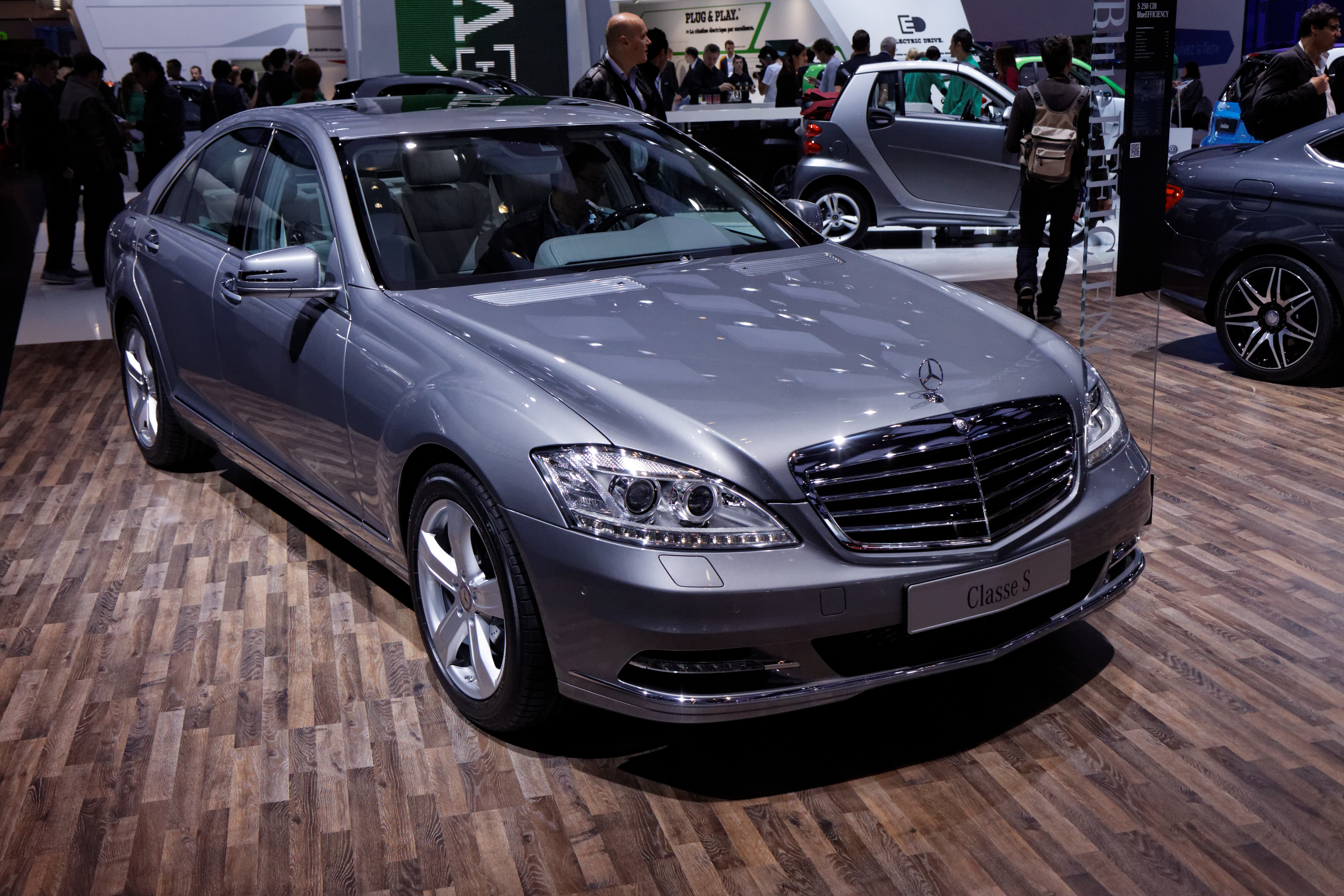
메르세데스-벤츠 S 클래스(후기형) 정측면
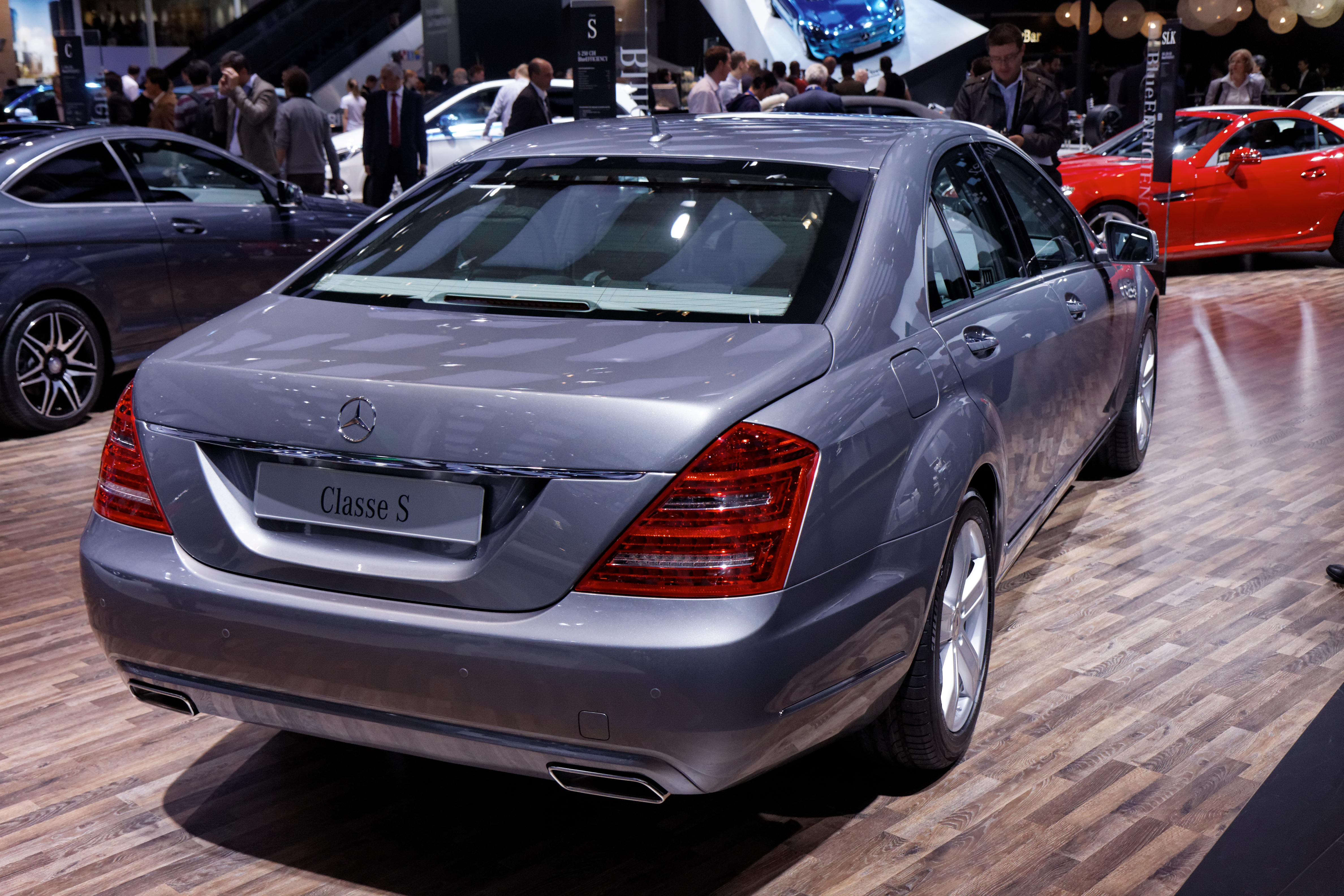
메르세데스-벤츠 S 클래스(후기형) 후측면
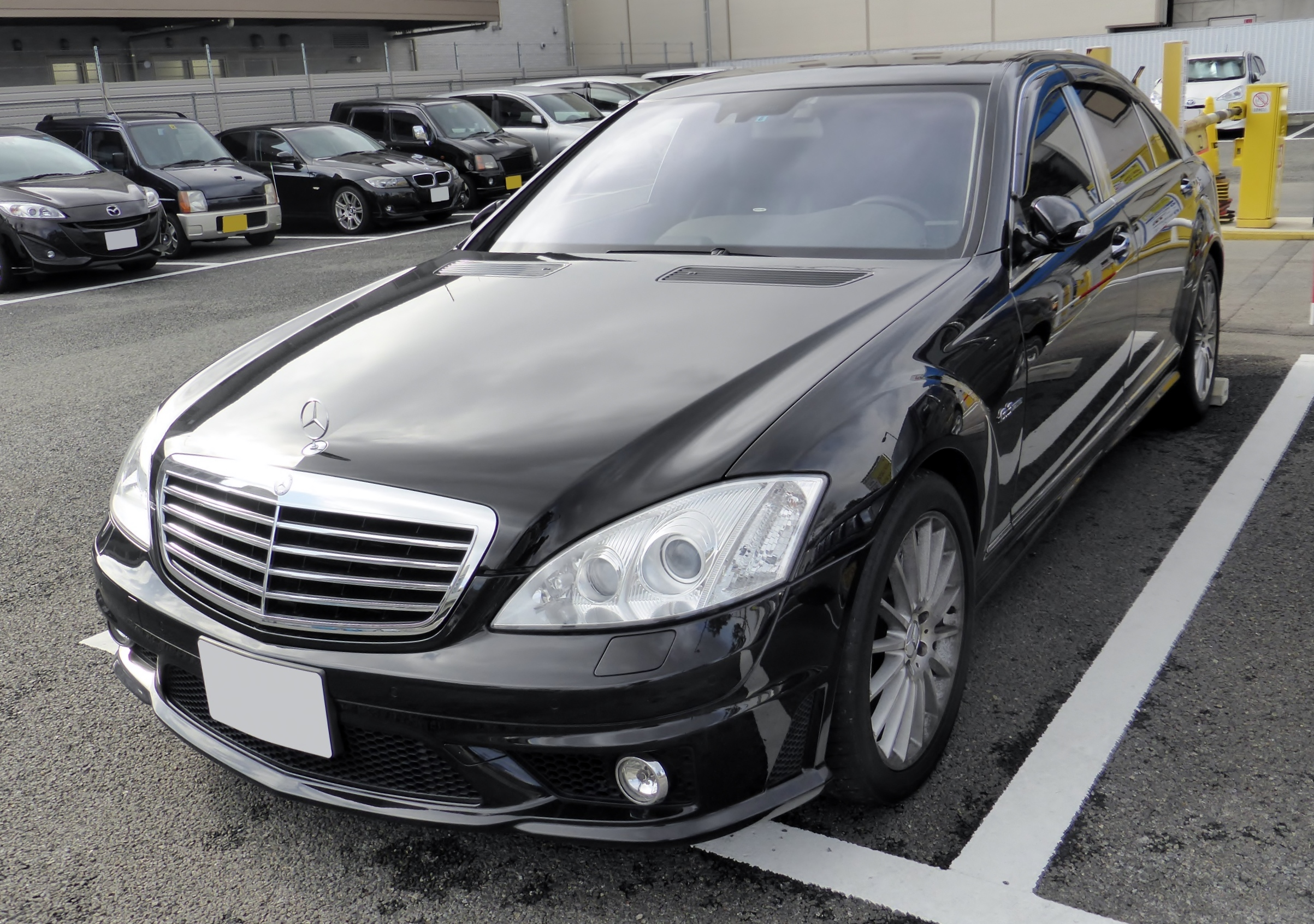
메르세데스-벤츠 S63 AMG(전기형) 정측면
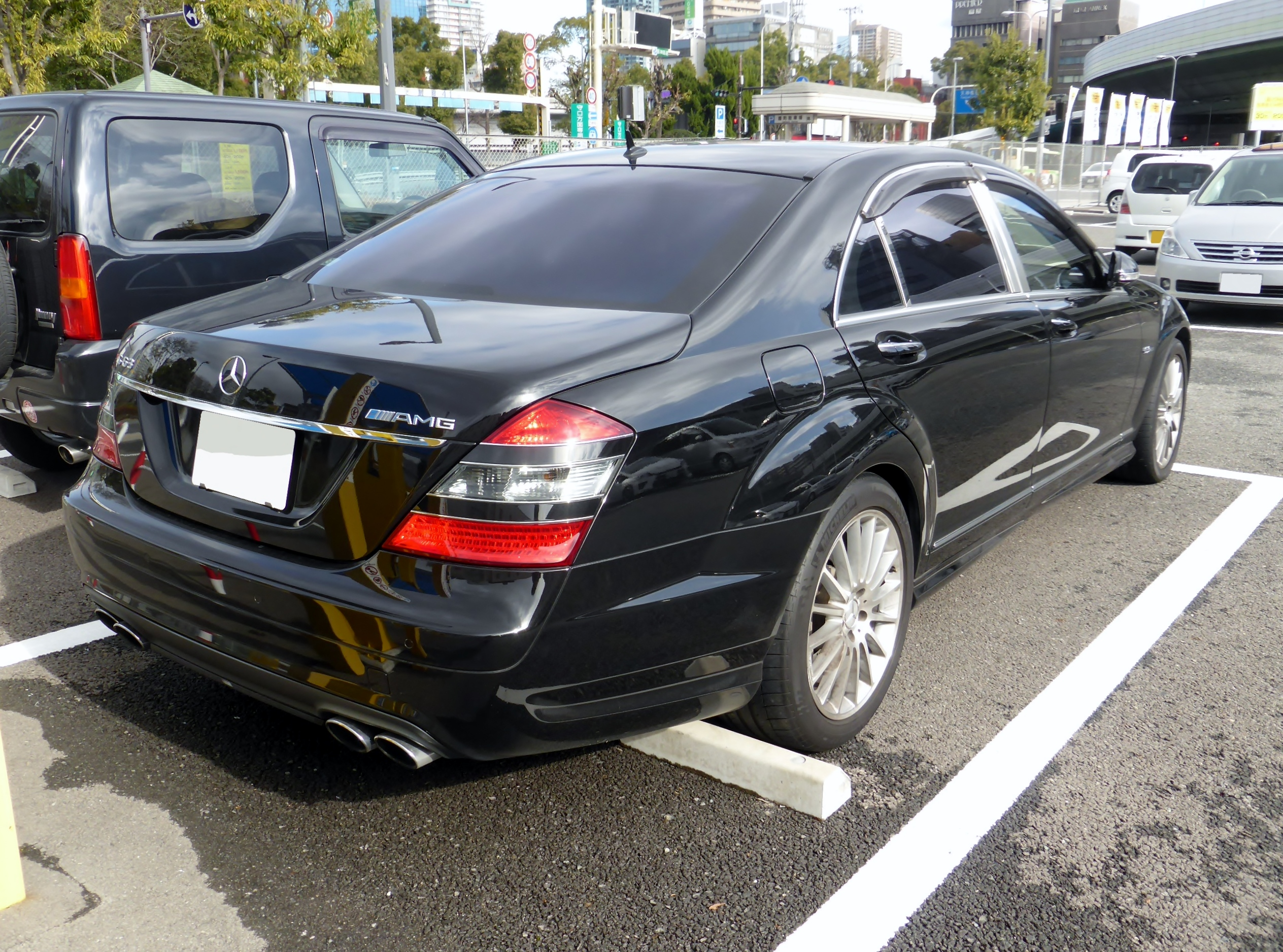
메르세데스-벤츠 S63 AMG(전기형) 후측면
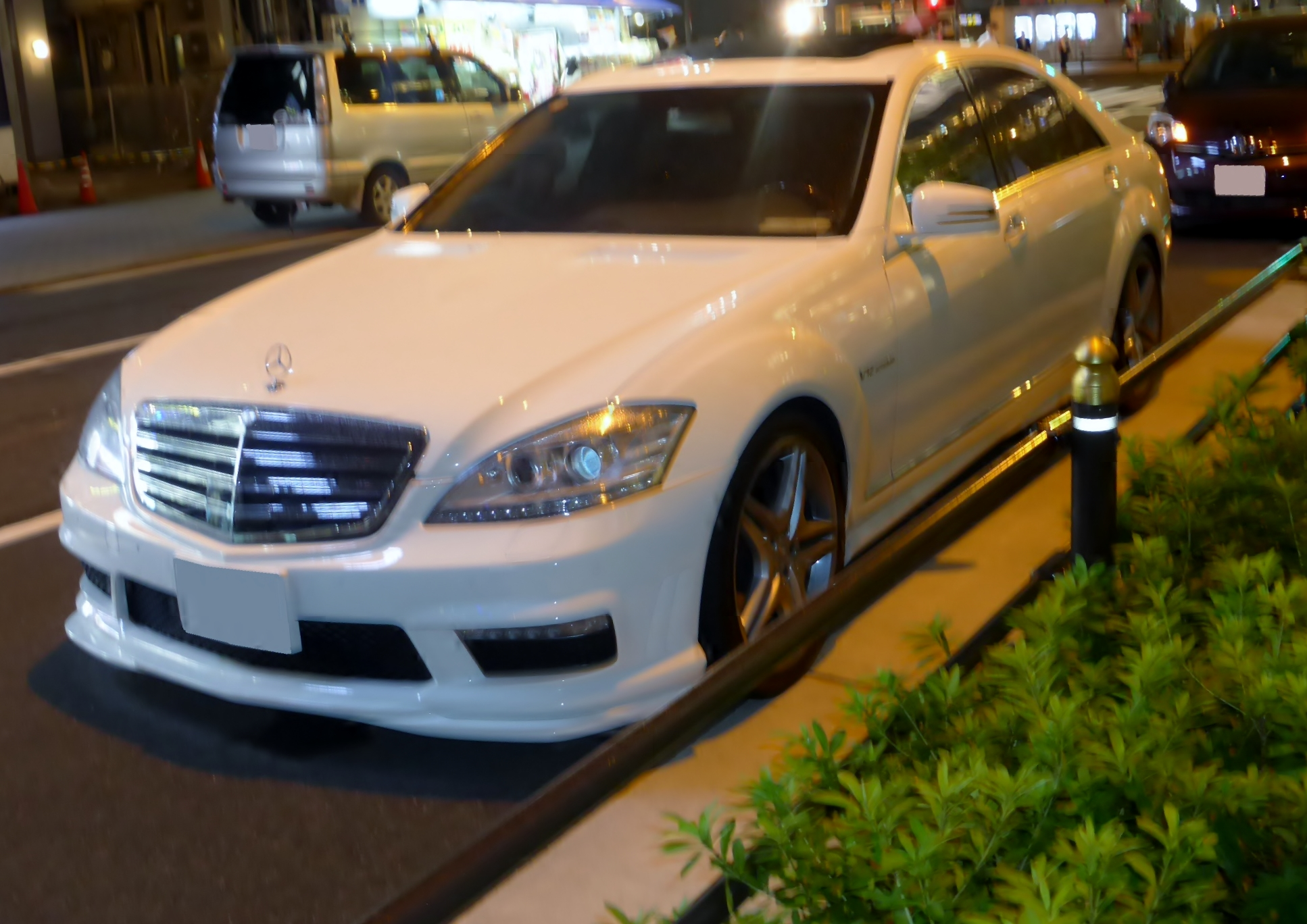
메르세데스-벤츠 S65 AMG(후기형) 정측면
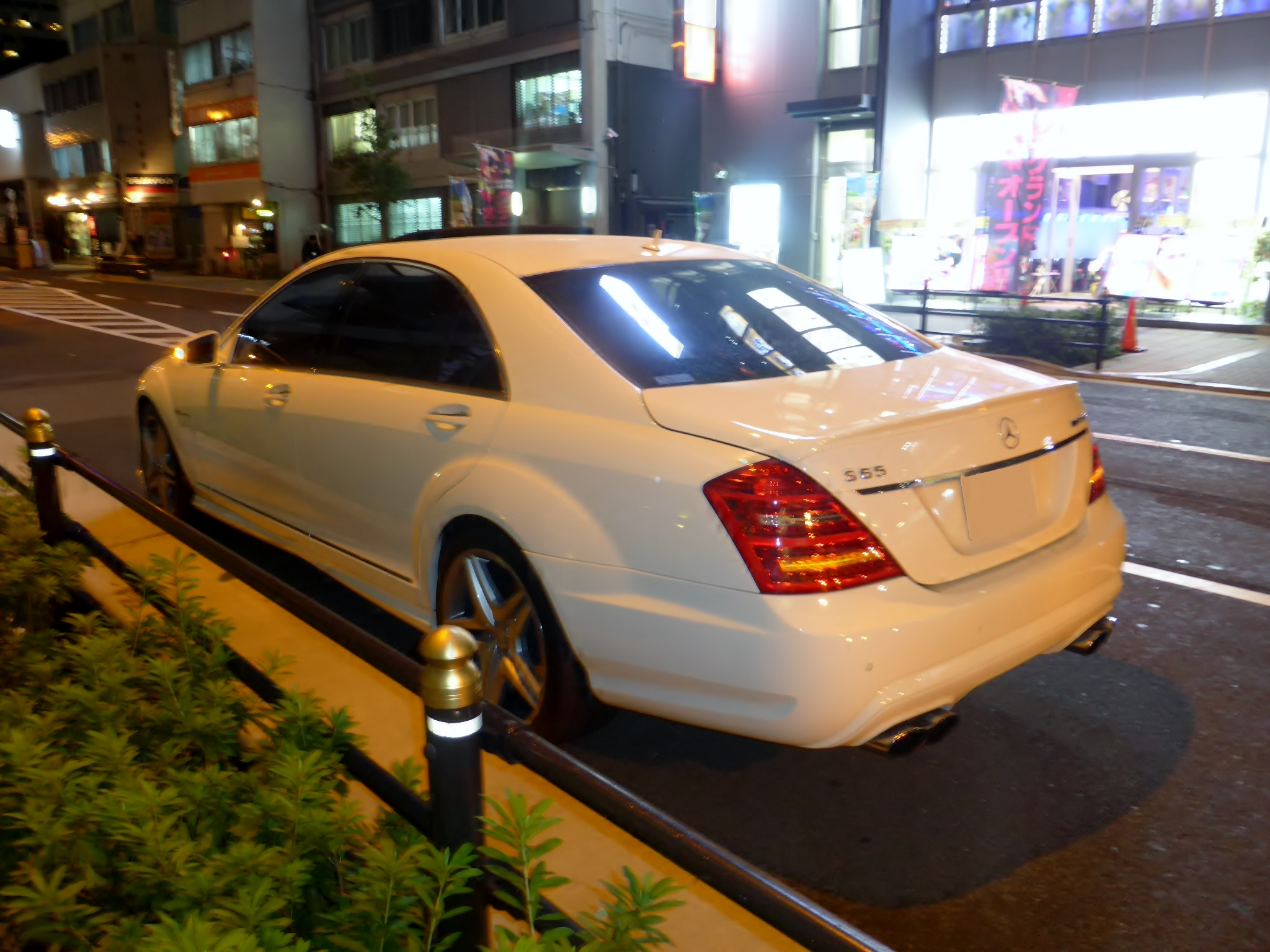
메르세데스-벤츠 S65 AMG(후기형) 후측면

## 9세대(W222)

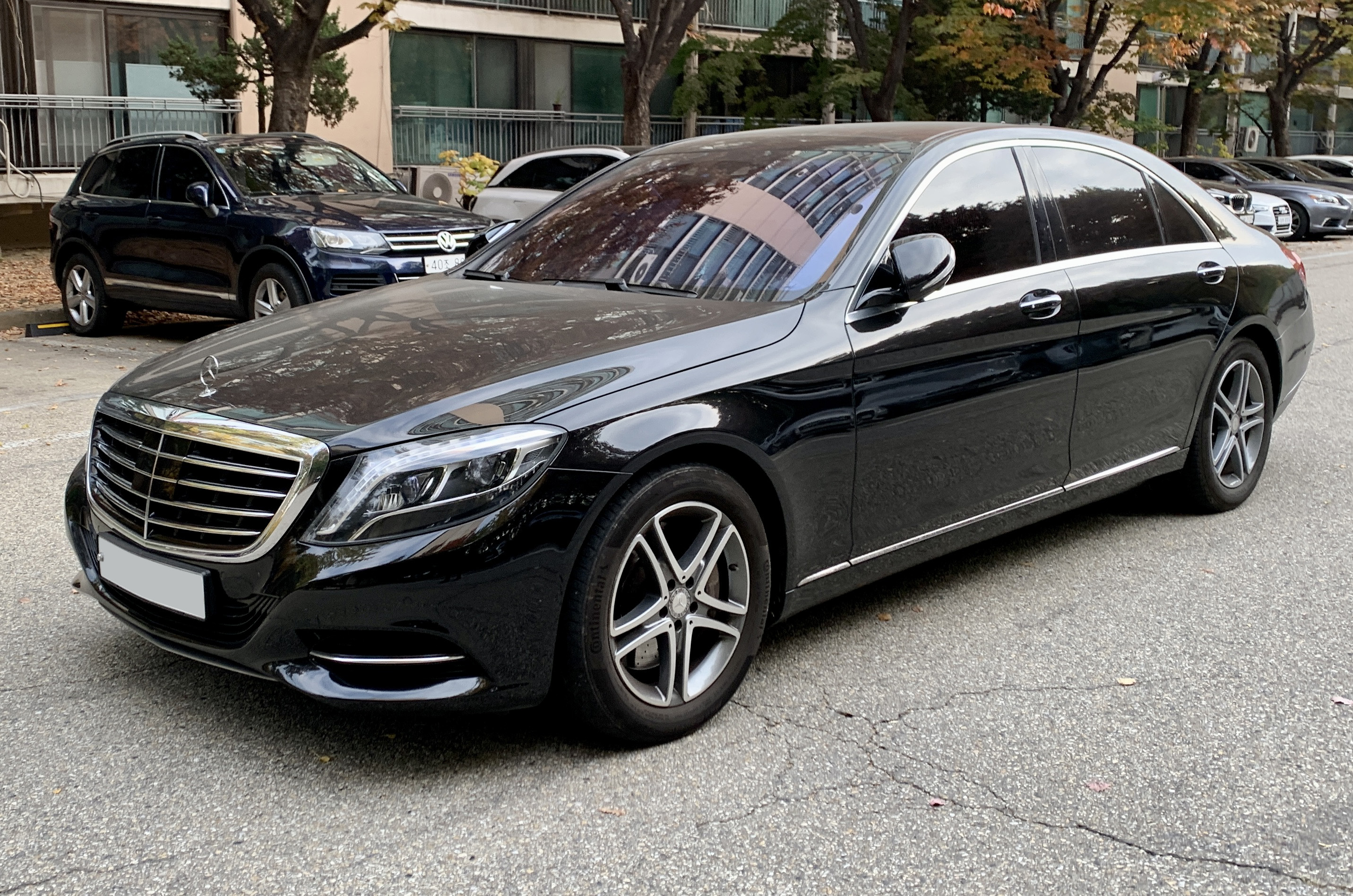
W222 정측면

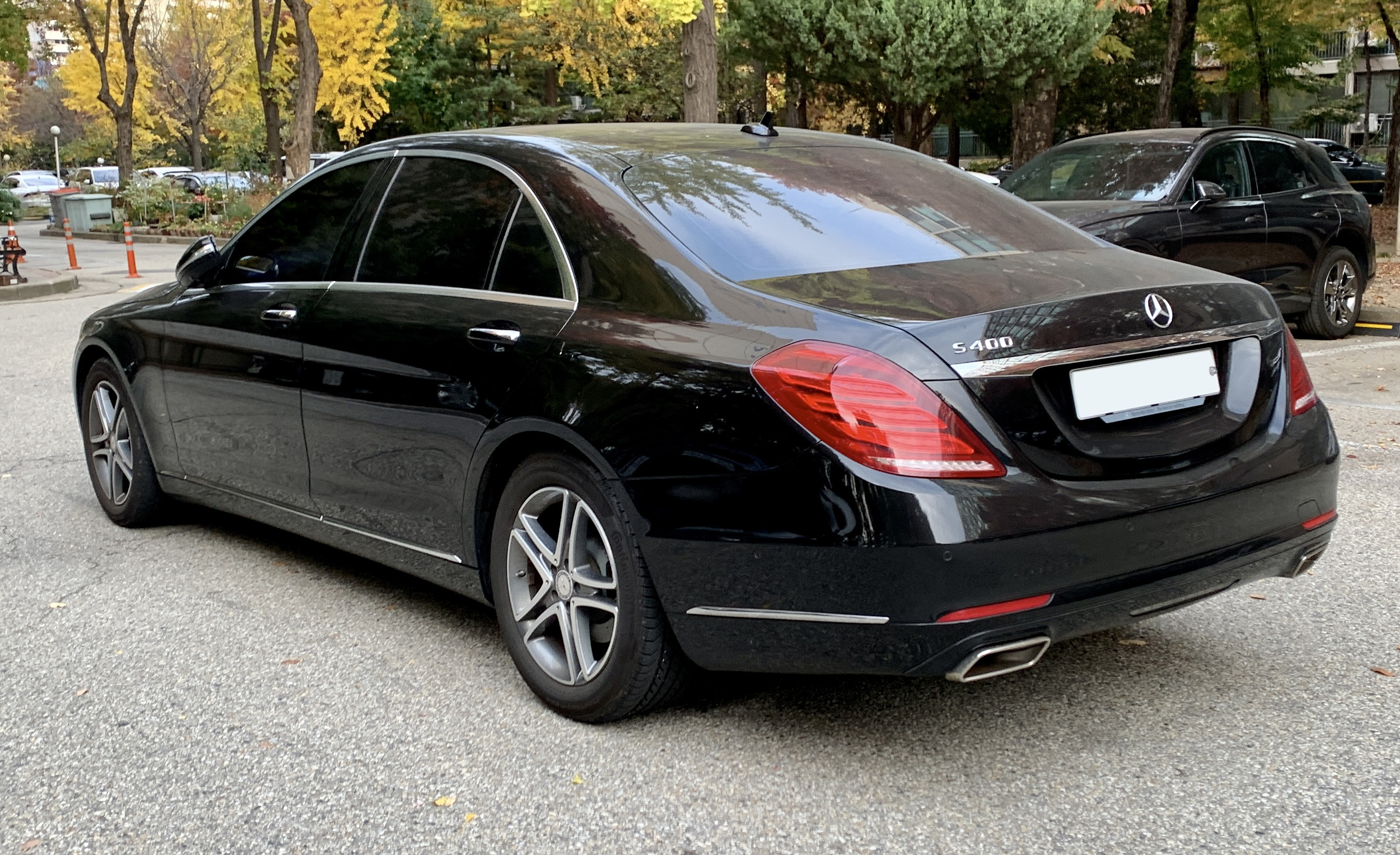
W222 후측면

2013년 5월 2일에 인터넷에 사진이 정식으로 공개되었으며, 이후 프랑스의 항공 업체인 에어버스 사의 조립 공장이 위치한 독일 함부르크 교외에서 신차 발표회를 가져 판매를 시작했다. 당시 메르세데스-벤츠에서는 수공 고급 브랜드인 마이바흐가 단종되어 공백을 채워줄 차종이 절실했고, 세계 최고의 자동차라는 목표를 통해 이를 채울 차종으로 선보였다. 귀족의 이미지를 그대로 유지하여 메르세데스-벤츠 플래그십의 정통성을 강조하였다. 실용화된 린번 터보 차저를 V8 4.7L 가솔린 엔진에 장착하고, V6 3.0L 디젤 엔진, V6 3.5L 가솔린 엔진(하이브리드) 등 3가지 엔진을 장착한 트림이 독일에서 판매 중이다. 유로 6 기준의 배기 가스 배출 기준을 충족시켰으며, 신기술도 대거 도입되었다. 이 중 매직 바디 컨트롤은 컴포트와 스포트 모드 중 한 가지를 선택하여 세계 최초로 주행 속도에 따라 자동으로 서스펜션으로 전고를 조절하는 기술이다. 또한 브레이크 어시스트 플러스 시스템은 기존 BAS 기능에 더하여 차량에 장착된 센서와 스테레오 카메라를 통해 교차로에 진입하는 차량이나 보행자, 자전거까지도 인식하여 브레이크를 밟았을 때 전방의 물체와 충돌을 최대한 피할 수 있도록 브레이크압을 이상적인 수준으로 보조하는 기능이다. 스포츠 트림인 S63 AMG는 V8 5.5L 가솔린 트윈 터보 엔진을 장착하여 정지 상태에서 100km/h까지 도달하는 시간인 제로백은 고작 4초에 불과하다. 여기에 역대 S 클래스 AMG 트림 역사상 최초로 4륜구동을 장착하여 주행성능을 높였다. 3세대부터 한동안 CL 클래스로 독립되었던 쿠페는 다시 S 클래스로 통합되었다. 카브라올레도 최초로 선보였다. 대한민국에는 2013년 11월 27일에 서울특별시 마포구 성산동에 위치한 월드컵 공원 내 평화 광장에서 신차 발표회를 주최해 본격적인 판매에 들어갔으며, 대한민국에서 판매하는 트림은 2014년 1월 기준으로 S350 블루텍, S350L 블루텍(리어 뷰 카메라 추가 사양), S350L 블루텍, S500L, S500L 4 매틱, S500L 에디션 1(500대 한정), S63 AMG L 4 매틱이다. 대한민국에 선보이기 앞서, 같은 달 25일에는 일본 도쿄 모터쇼에서 S 클래스 AMG의 끝판왕인 S65 AMG가 선보였는데, V12 6.0L 가솔린 트윈 터보 630마력의 엔진을 장착하고, S63 AMG에 비해 더욱 강렬한 인상을 지녔다. 2014년 1월에 열린 디트로이트 모터쇼에서 S 클래스의 최고급 트림인 S600L이 공개되었으며, 최대 토크 84.6kg.m을 자랑하는 530마력의 V12 6.0L 가솔린 트윈 터보 엔진을 장착했다. S600L과 S65 AMG는 2014년에 독일에서 선보였으며, 대한민국에서는 이 중 S600L만 우선 수입되었다. 6세대부터 V12 엔진에도 7단 자동변속기가 장착되며, AMG는 V8 엔진과 V12 엔진 모두 7단 멀티 클러치 자동변속기가 달린다. 5세대 S 클래스부터 선보여 메르세데스-벤츠의 다른 차종에 확대된 컬럼 시프트 타입 자동변속기를 여전히 고수하고 있다. 기존의 마이바흐를 대체하기 위해 2014년 11월에 정식 공개된 메르세데스-마이바흐 S 클래스는 기존 S 클래스보다 더 길게 만들고, 부분적으로 마이바흐 고유의 특징을 살리기 위해 재디자인되었다. 2016년 5월부터 대한민국에서도 S65 AMG가 공식 수입된다. 쿠페와 카브라올레는 AMG 사양만 들여온다. 2017년에 페이스 리프트를 거치며 메르세데스-벤츠 E 클래스에 적용된 멀티빔 LED을 적용했다. 이와 동시에 엔진이 대거 교체되었다. S350d와 S400d는 3.0 직렬 6기통 디젤 엔진, S500은 S560으로 V8 4.0 가솔린 트윈터보, AMG S63은 V8 4.0 트윈터보로 교체되었다. S클라스의 최고성능 버전인 AMG S65는 환경규제 강화로 인해 마이바흐 S클래스에만 V12를 탑재할 계획으로, final edition을 끝으로 이제 더 이상 나오지 않을 예정이다.

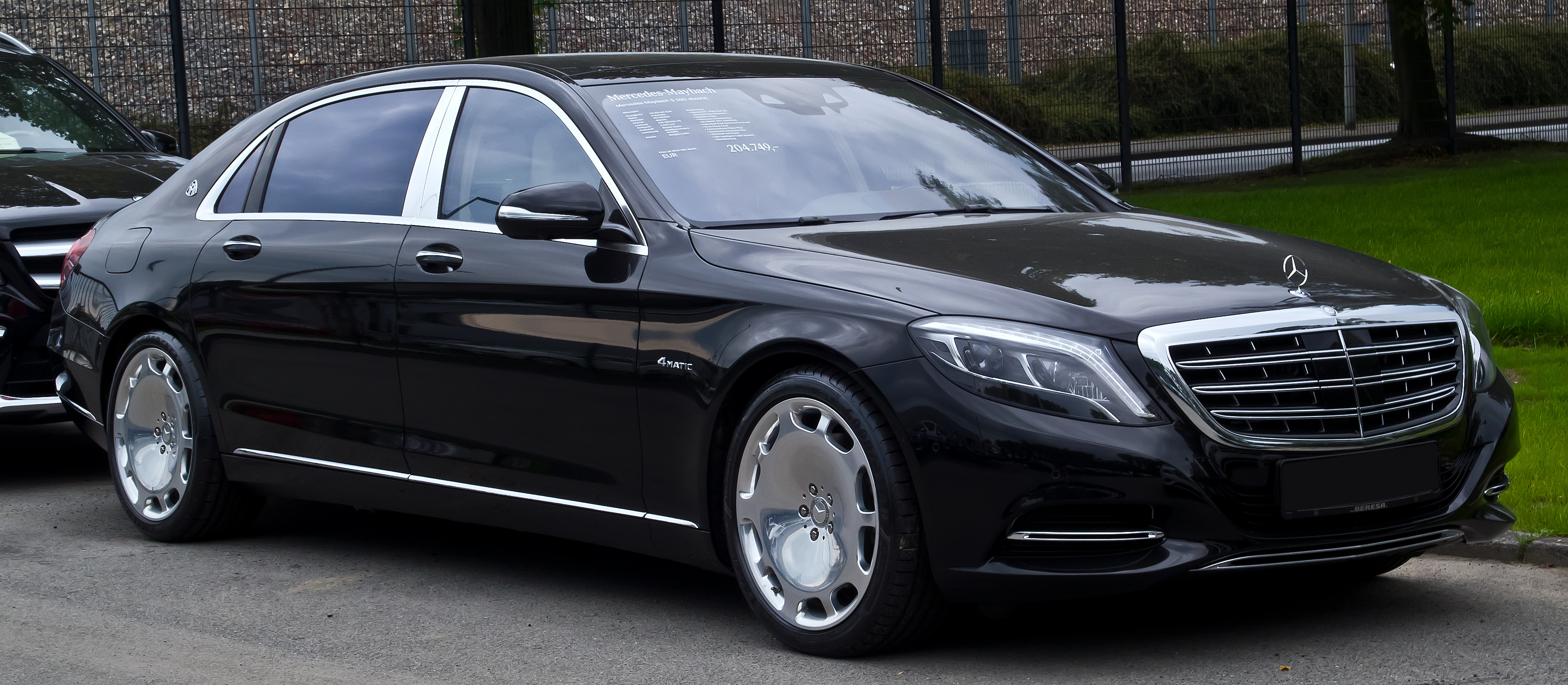
메르세데스-마이바흐 S 클래스 정측면
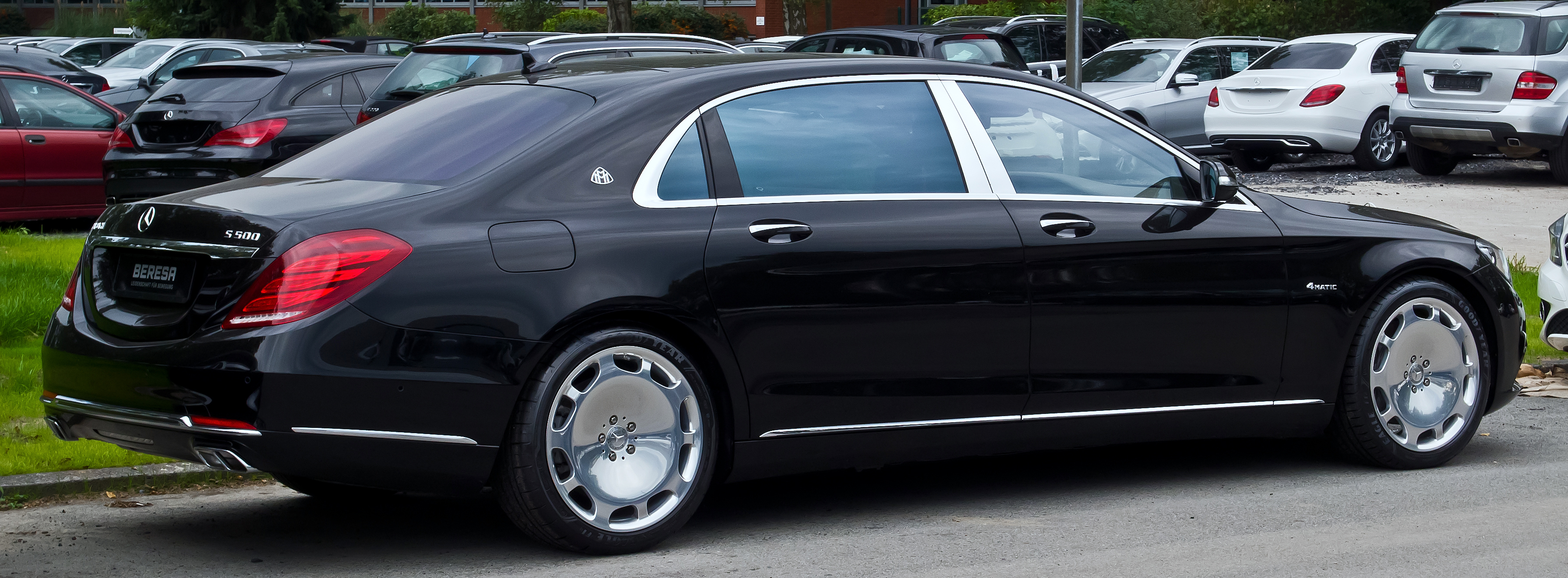
메르세데스-마이바흐 S 클래스 후측면
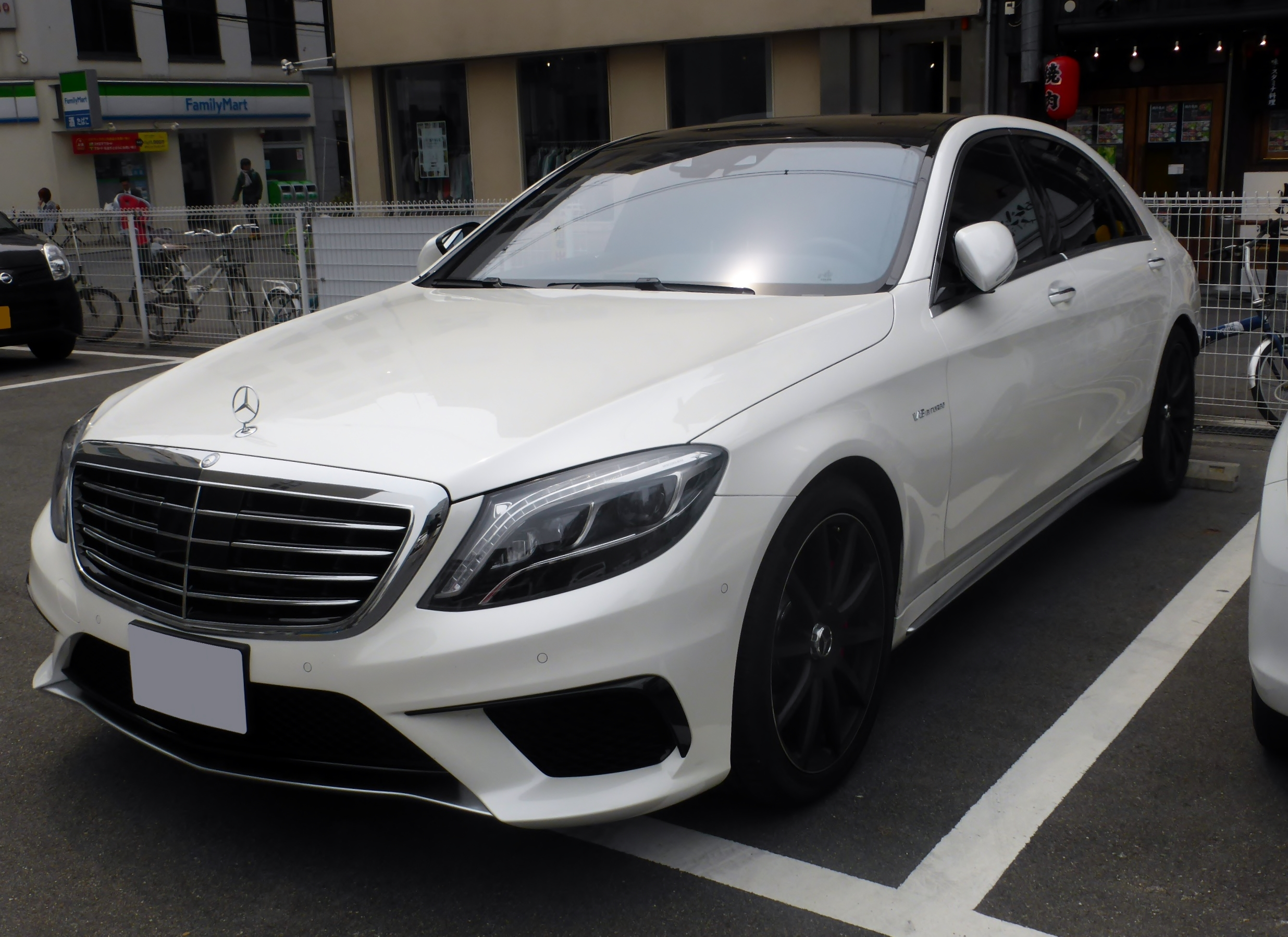
메르세데스-벤츠 S63 AMG 정측면
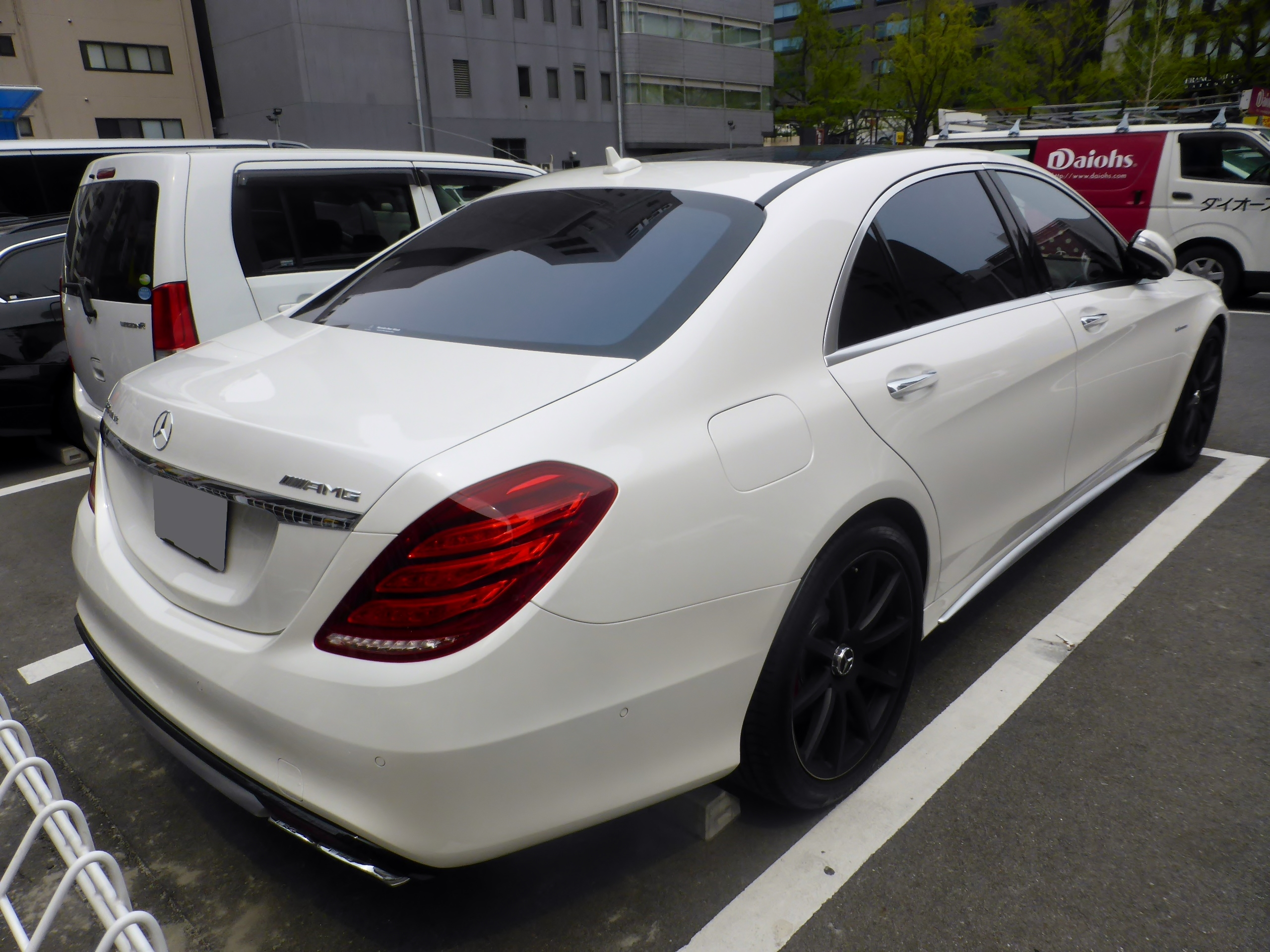
메르세데스-벤츠 S63 AMG 후측면
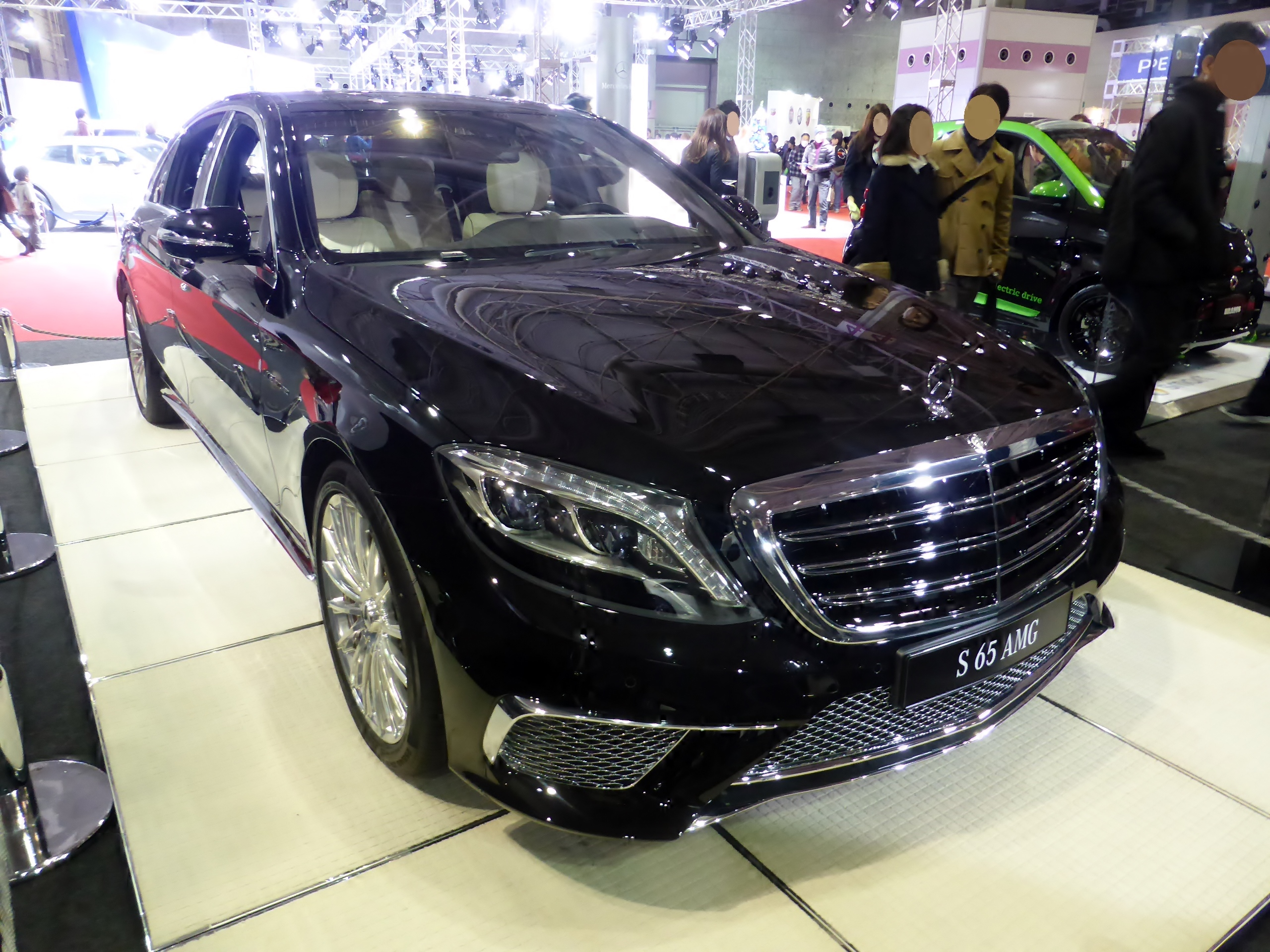
메르세데스-벤츠 S65 L AMG 정측면
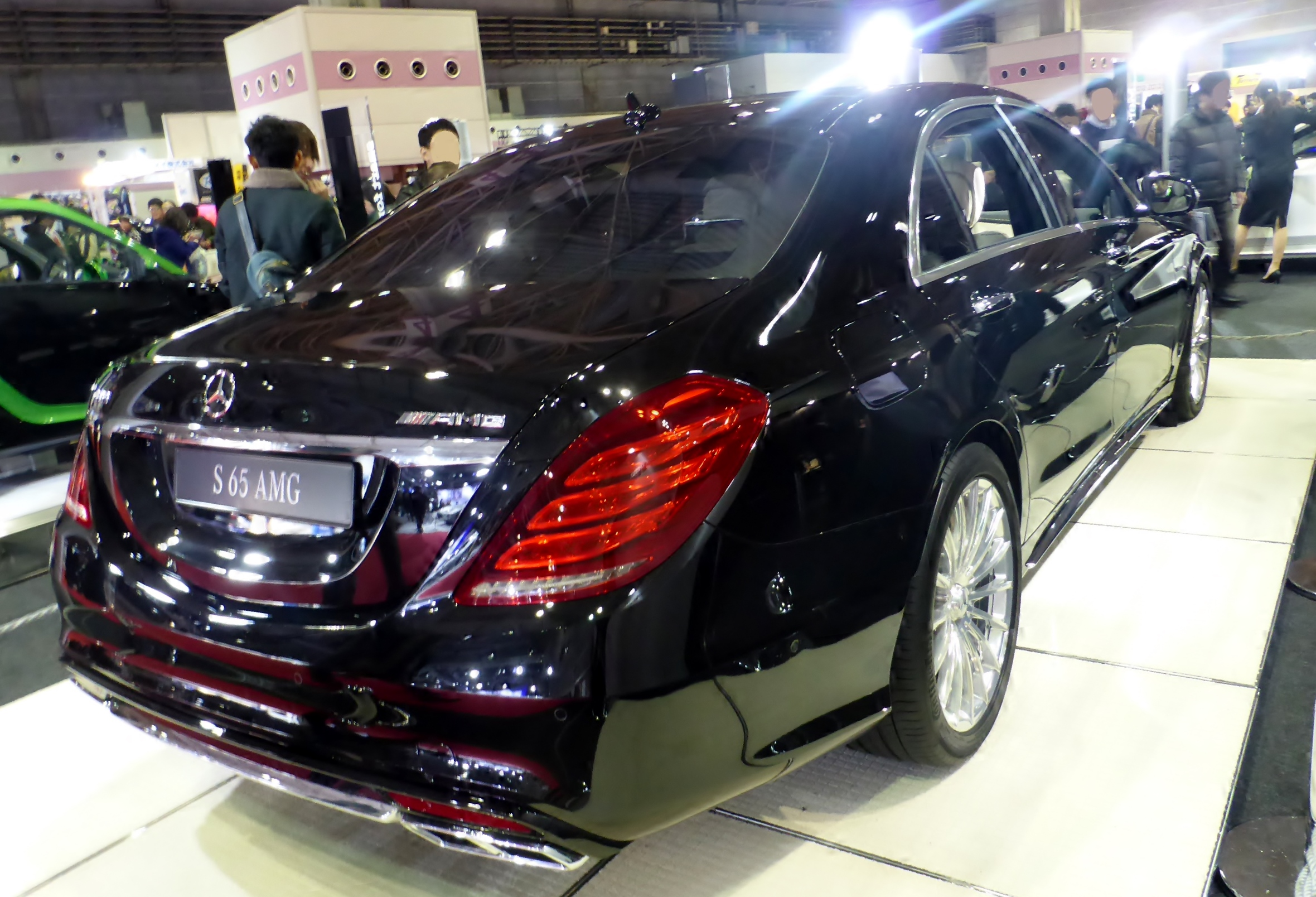
메르세데스-벤츠 S65 L AMG 후측면
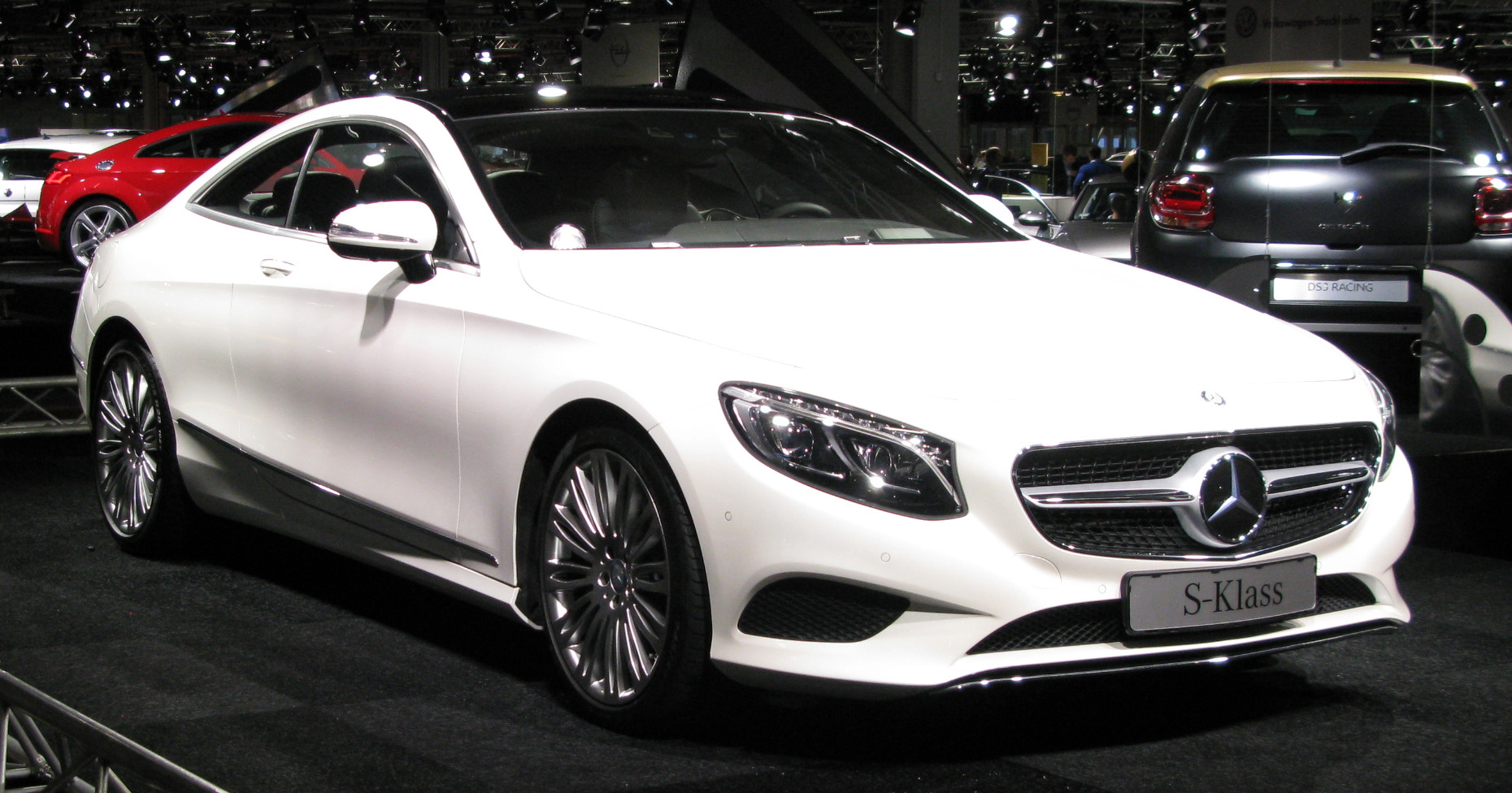
메르세데스-벤츠 S 클래스 쿠페 정측면
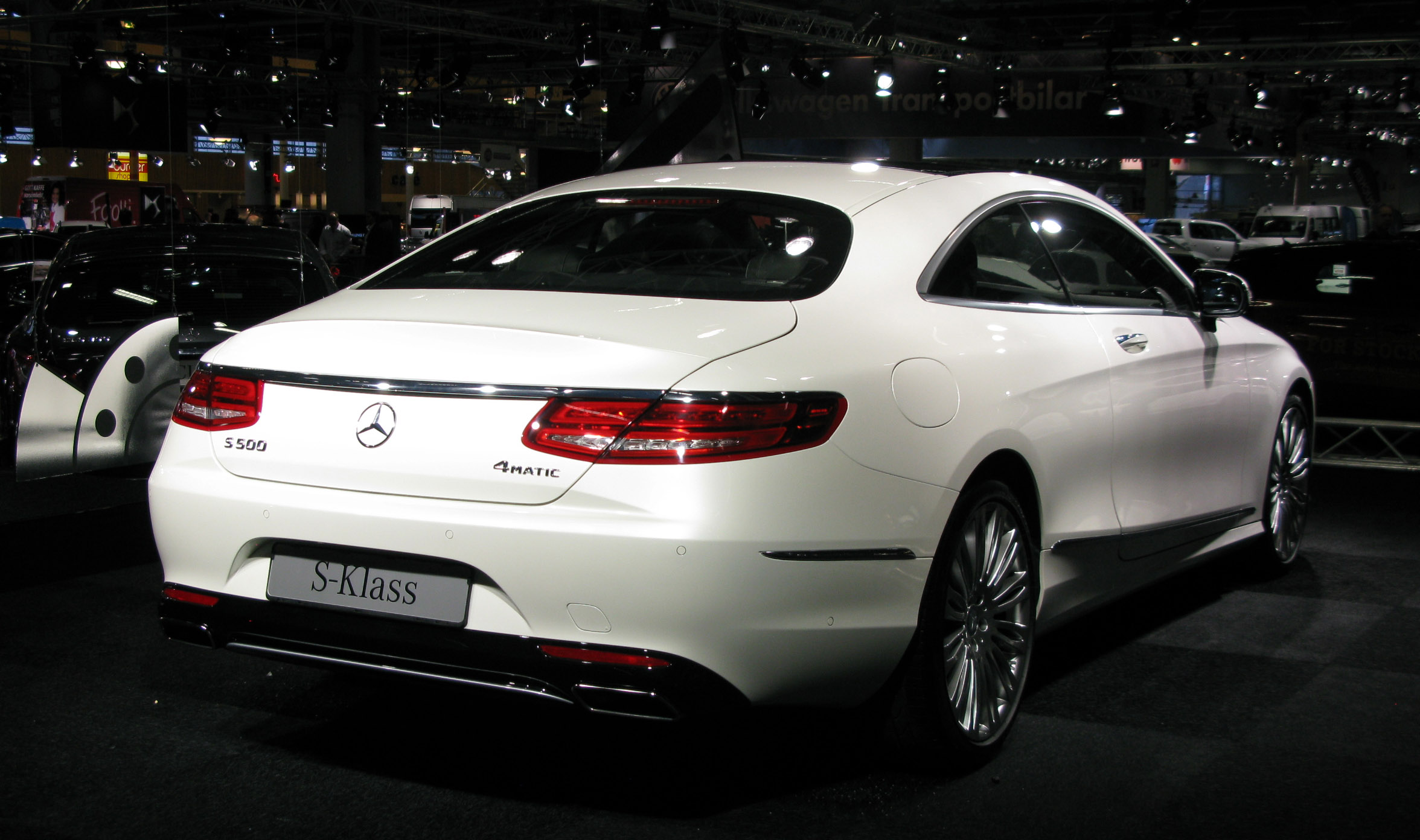
메르세데스-벤츠 S 클래스 쿠페 후측면
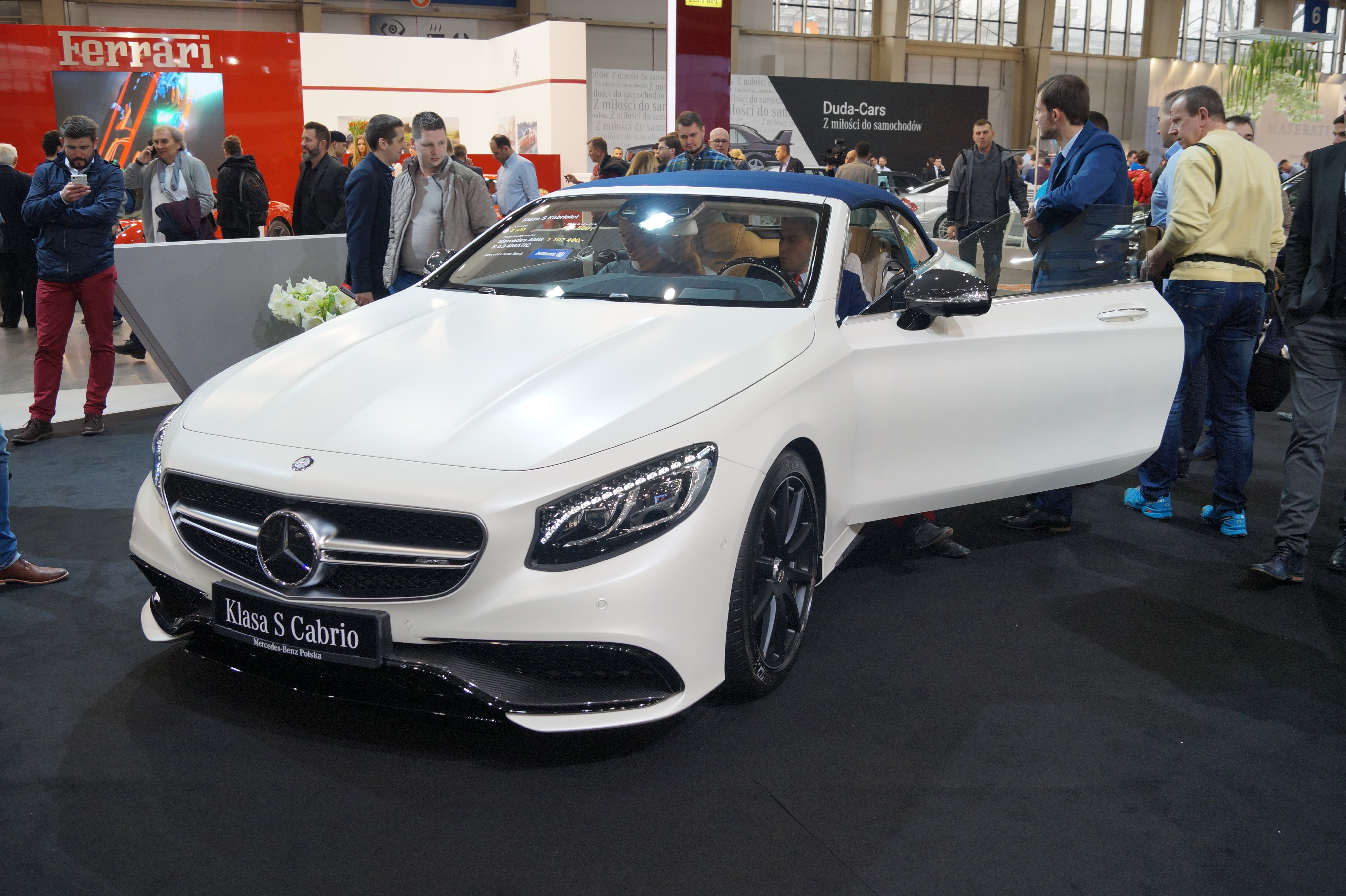
메르세데스-AMG S63 카브리올레 정측면
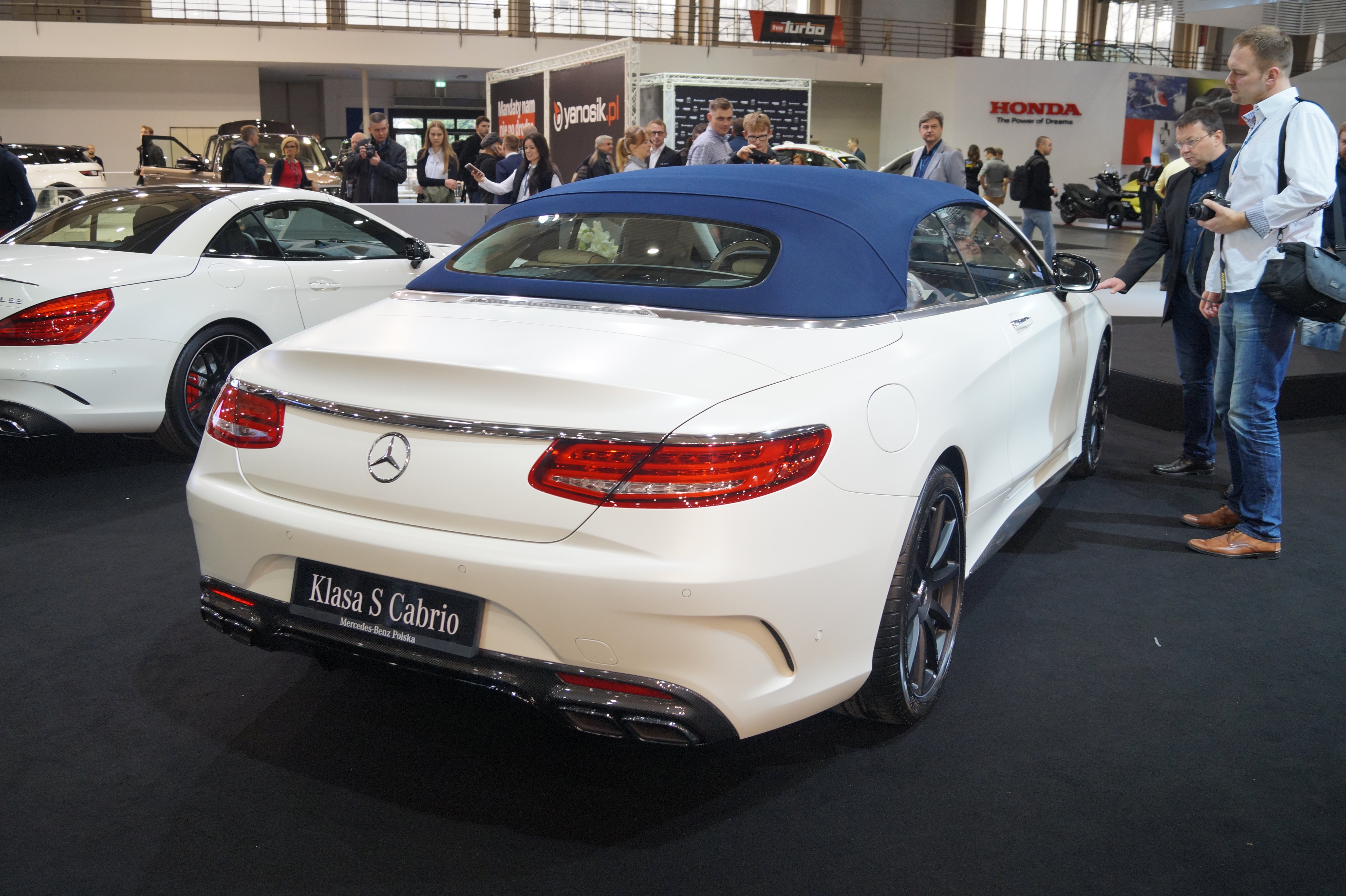
메르세데스-AMG S63 카브리올레 후측면
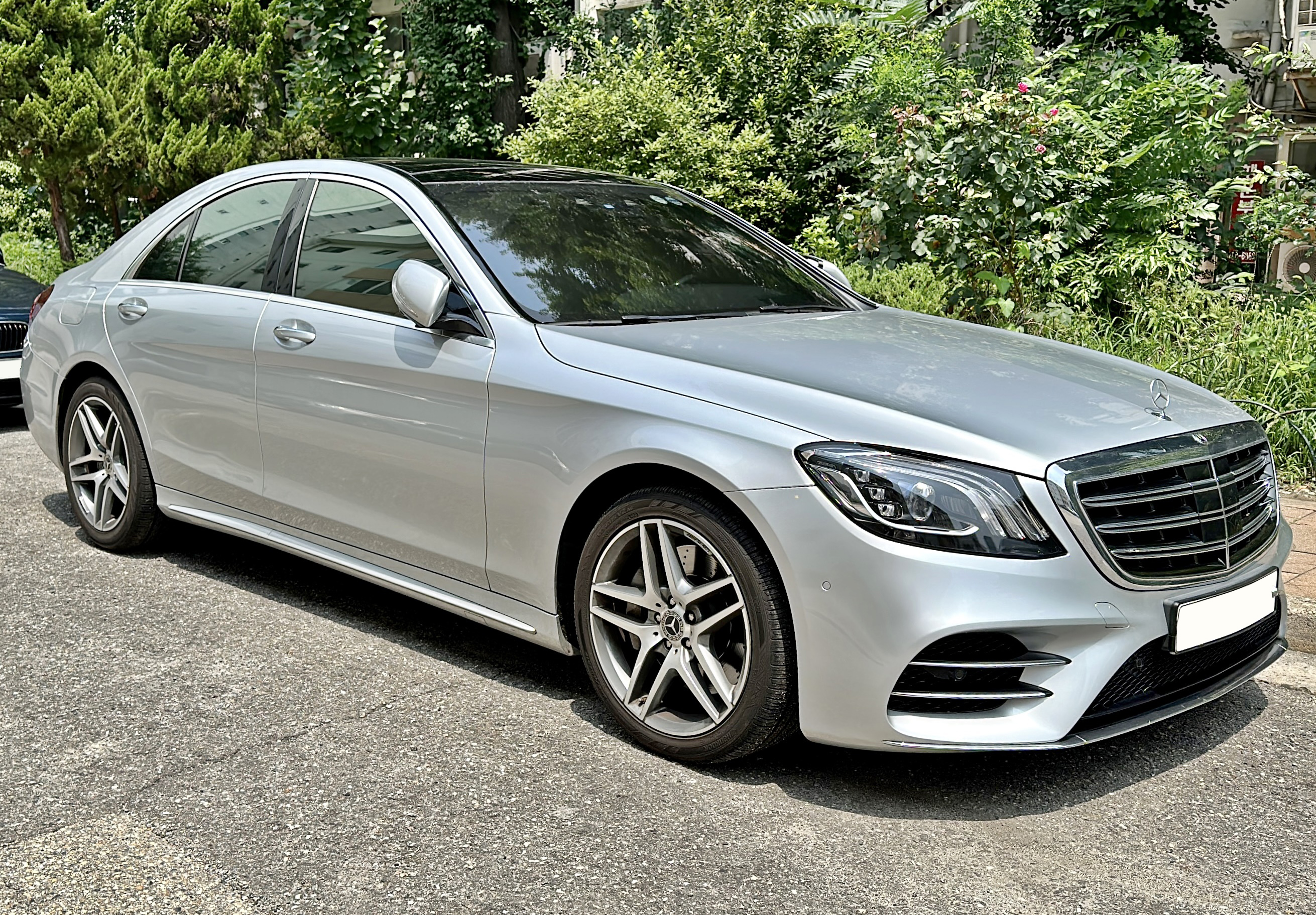
메르세데스-벤츠 S클래스 후기형 정측면
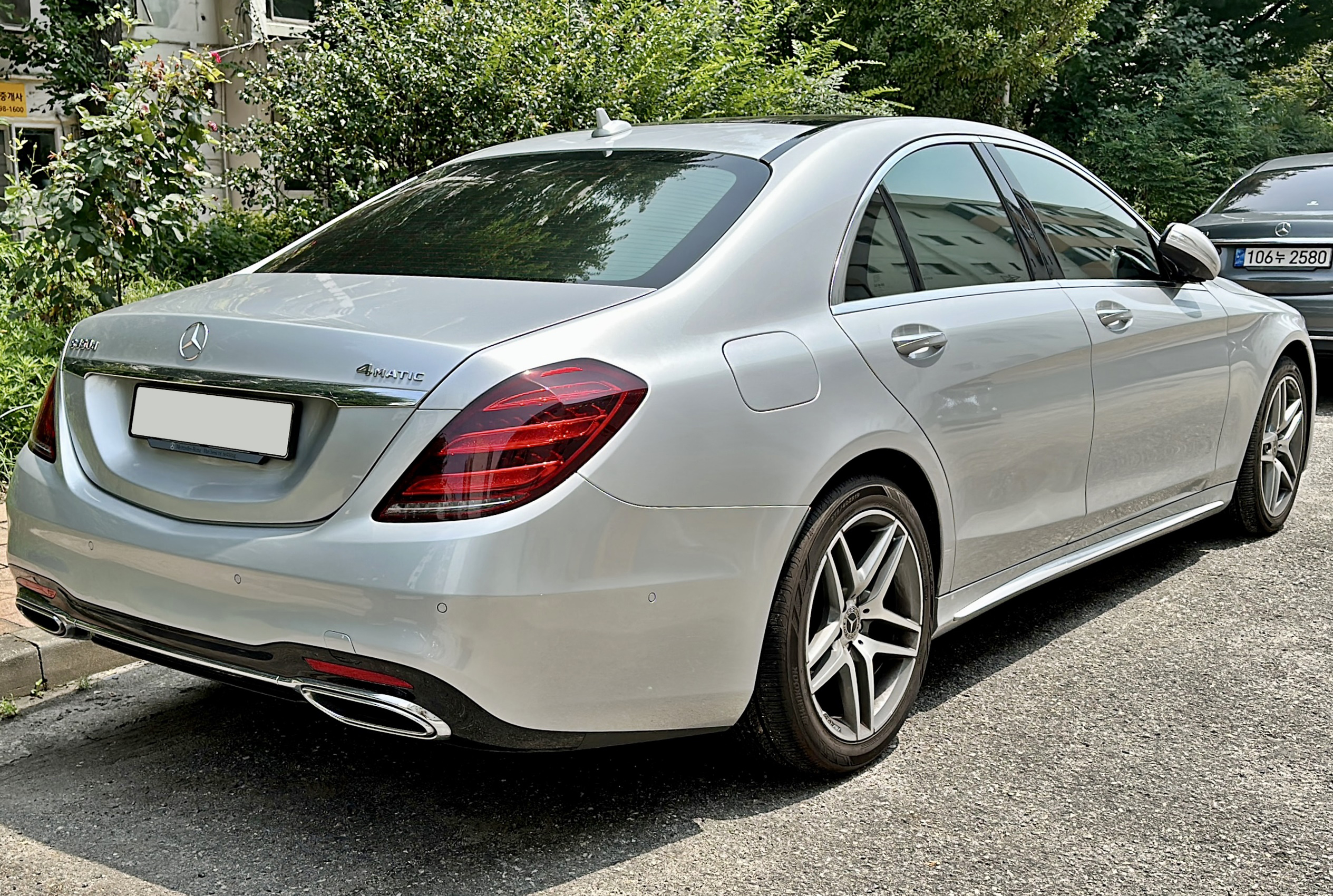
메르세데스-벤츠 S클래스 후기형 후측면

## 10세대(W223)

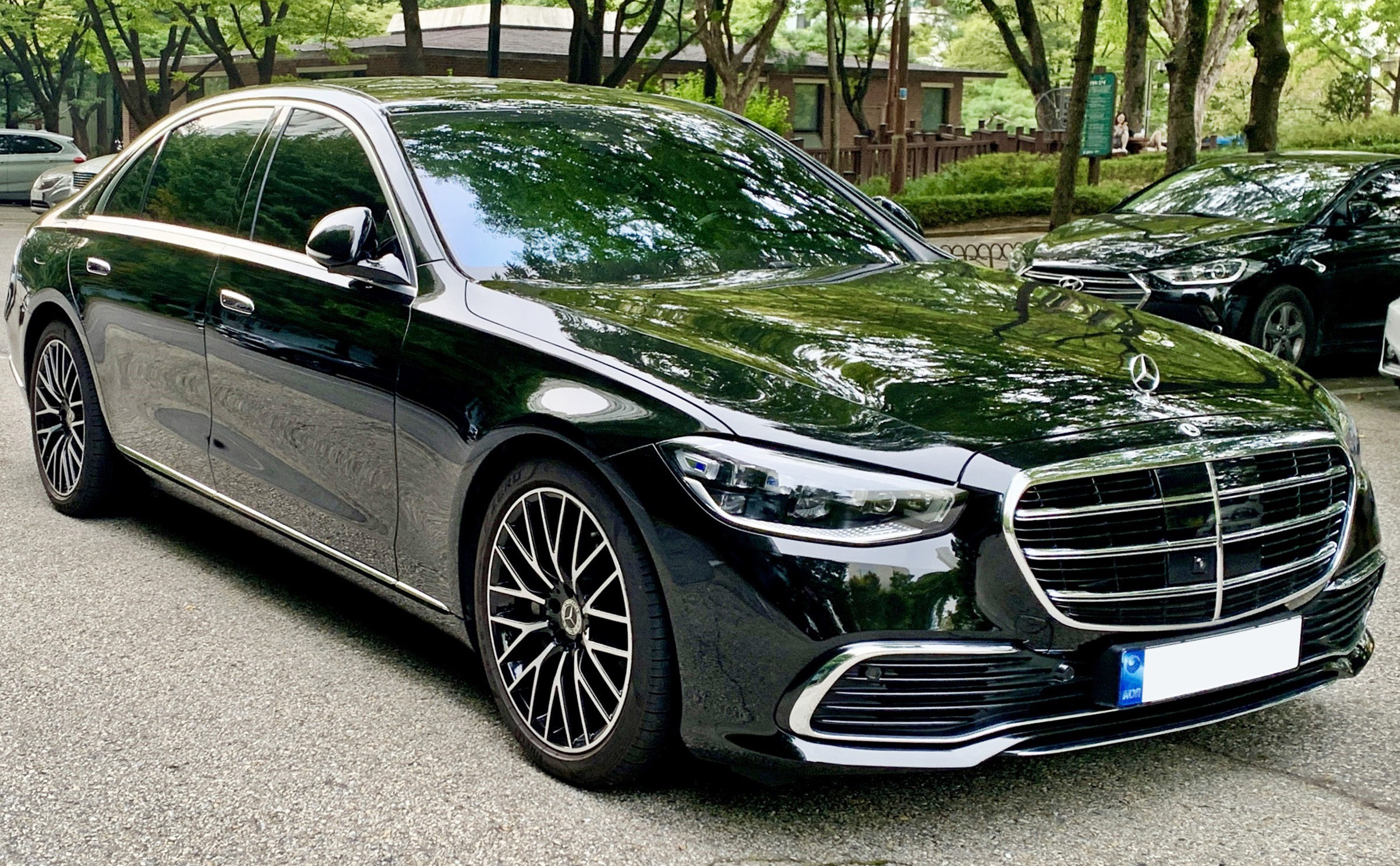
메르세데스-벤츠 S-클래스 정측면
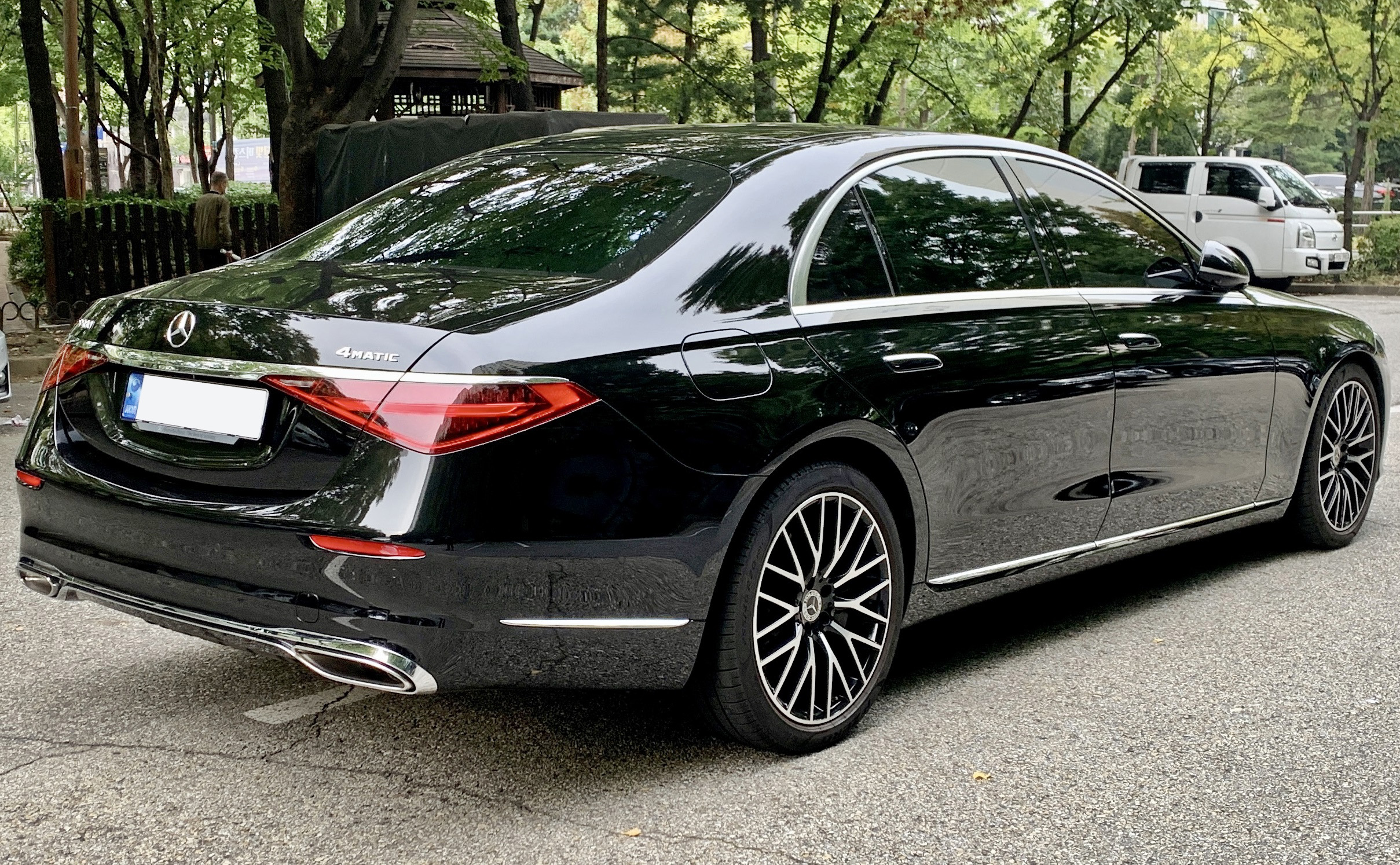
메르세데스-벤츠 S-클래스 후측면
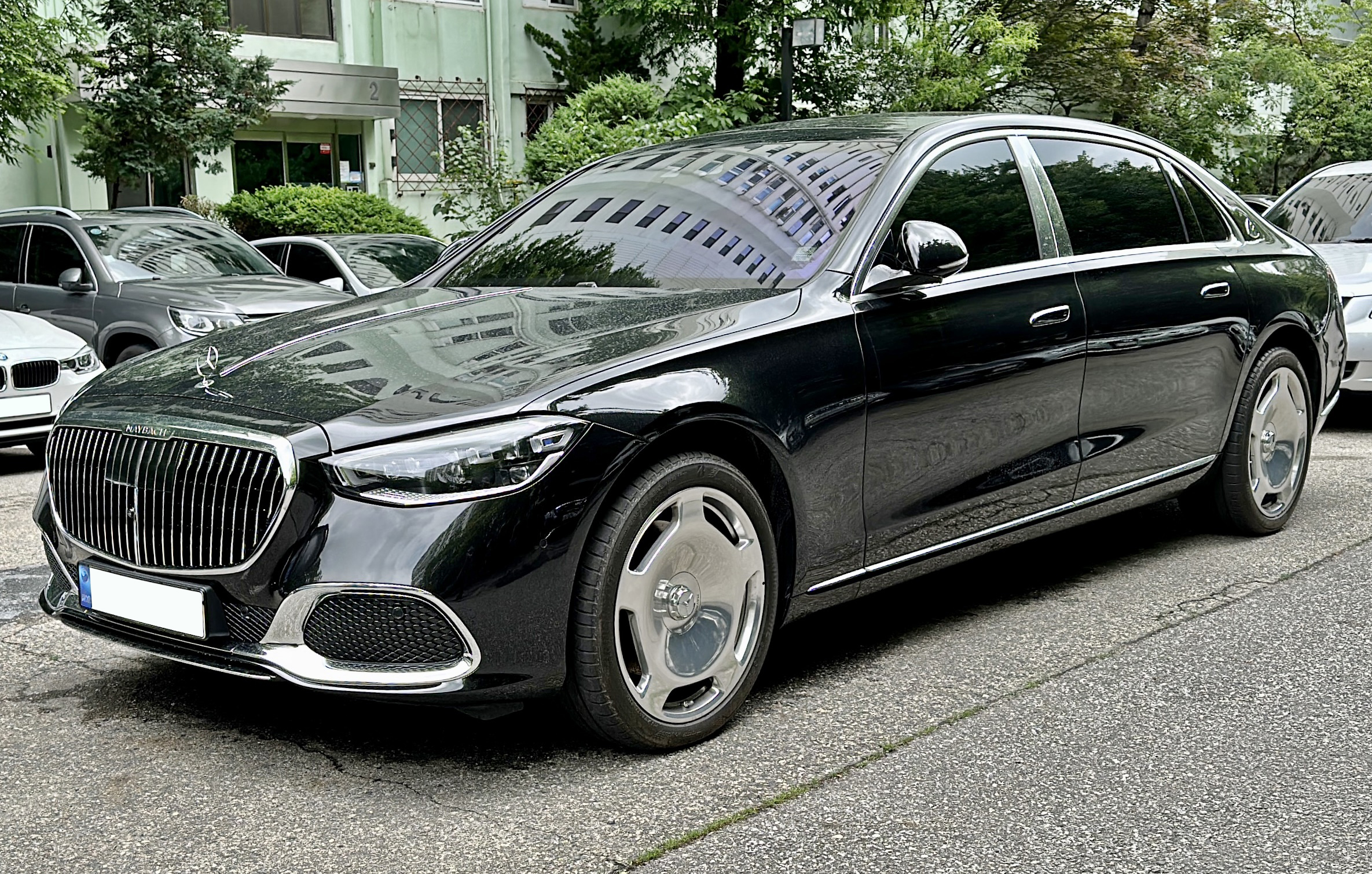
메르세데스-마이바흐 S-클래스 정측면
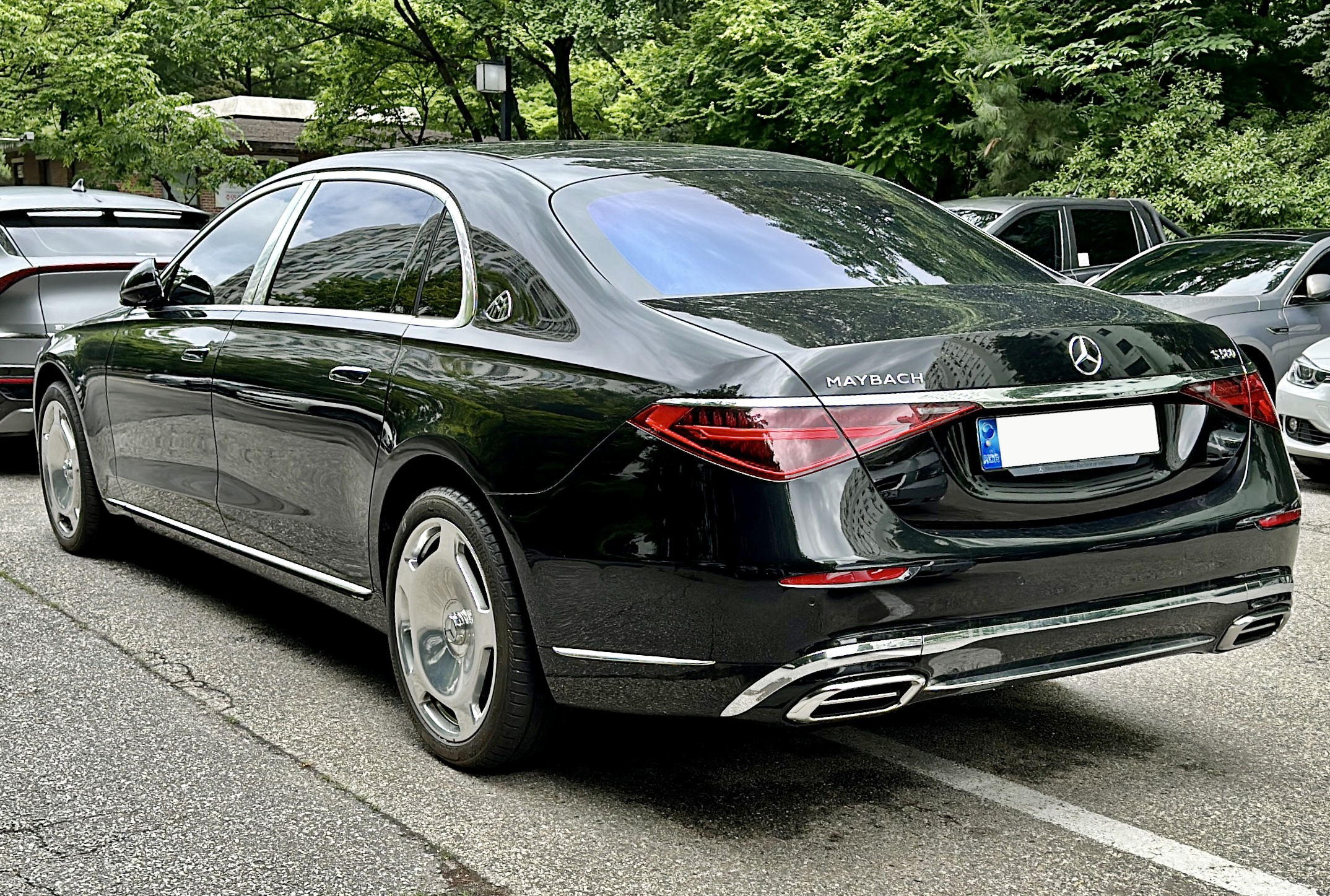
메르세데스-마이바흐 S-클래스 후측면

2020년 9월 2일에 공개되었다. 물리적인 버튼은 많이 사라지고, 터치패드는 MBUX가 탑재된 터치스크린으로 바뀌고, 오토플러시 도어 핸들이 벤츠 최초로 적용되었다. 2열 좌석 에어백, 충돌 시 자동으로 높여주는 서스펜션 등의 첨단 장치가 대폭 적용되었다. 생산은 2020년 9월에 완공된 진델핑겐의 팩토리 56에서 생산한다. 모든 엔진에 EQ 부스트를 탑재하였다. 쿠페는 없어지고, 카브리올레는 AMG가 개발중인 SL에 통합된다. 한국에서는 2021년 상반기에 S350d, S400d, S580이 먼저 출시되었다. 그리고 S500도 출시되었다. 현재, S450 모델이 인증되어 S클래스의 모든 라인업이 출시되었다.

## 경쟁 차량
- BMW - 7 시리즈
- 아우디 - A8
- 렉서스 - LS
- 제네시스 - G90
- 마세라티 - 콰트로포르테